# 明仁

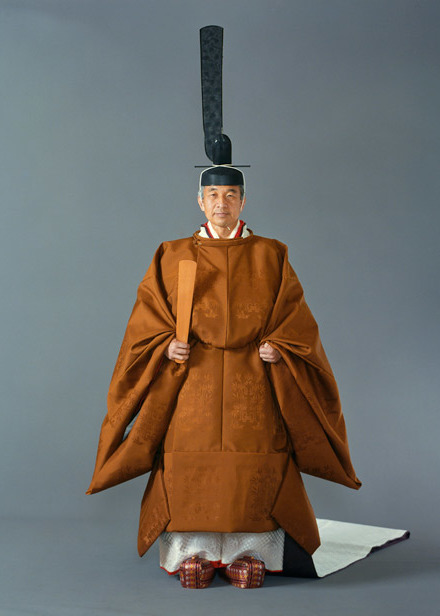
束帯姿の明仁。袍は黄櫨染御袍、冠は立纓御冠。

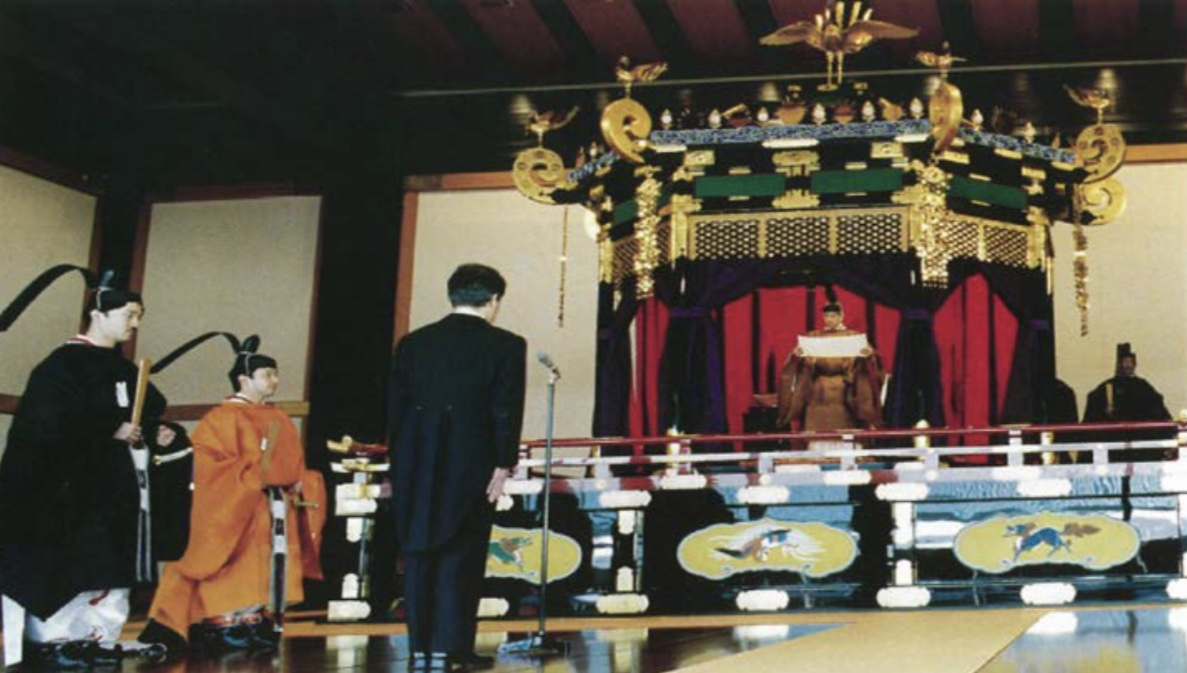
即位礼正殿の儀にて高御座に立つ明仁。1990年（平成2年）11月12日。

明仁（あきひと、1933年〈昭和8年〉12月23日 - ）は、日本の第125代天皇（在位: 1989年〈昭和64年〉1月7日 - 2019年〈平成31年〉4月30日）、上皇（在位: 2019年〈令和元年〉5月1日 - ）。御称号は繼宮／継宮（つぐのみや）、お印は榮（）。敬称は陛下。勲等は大勲位。また、ハゼを専門とする魚類学者および研究者。昭和天皇と香淳皇后の第1皇子。妻の上皇后美智子との間に3人の皇子女がおり、長男は第126代天皇徳仁。次男に秋篠宮文仁親王（皇嗣）、長女に黒田清子（清子内親王）がいる（誕生順）。1989年1月7日の父・昭和天皇の崩御に伴い日本国憲法および現皇室典範下で初めて皇位を継承する。翌8日に元号法と政令に基づき「平成」へ改元が行われた。2019年4月30日、皇室典範特例法に基づき憲政史上初めて退位した。2024年11月15日の崇仁親王妃百合子の薨去以降、皇室構成員16名の中で最高齢者である。現在の住居は、東京都港区元赤坂の赤坂御用地にある仙洞御所。

## 人物

### 皇室の一員として

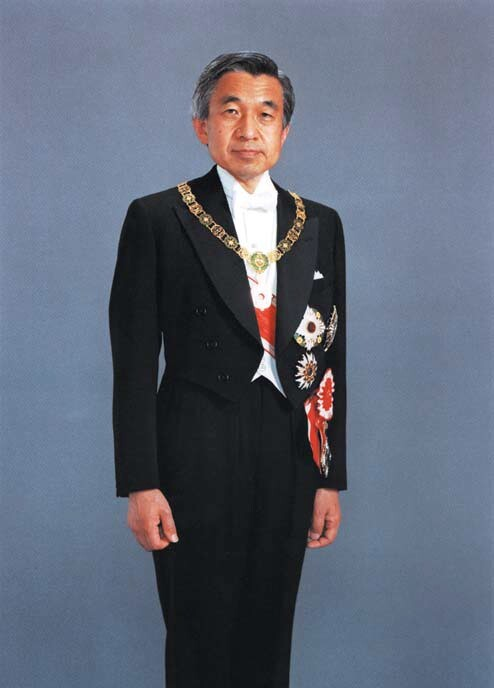
燕尾服姿の明仁

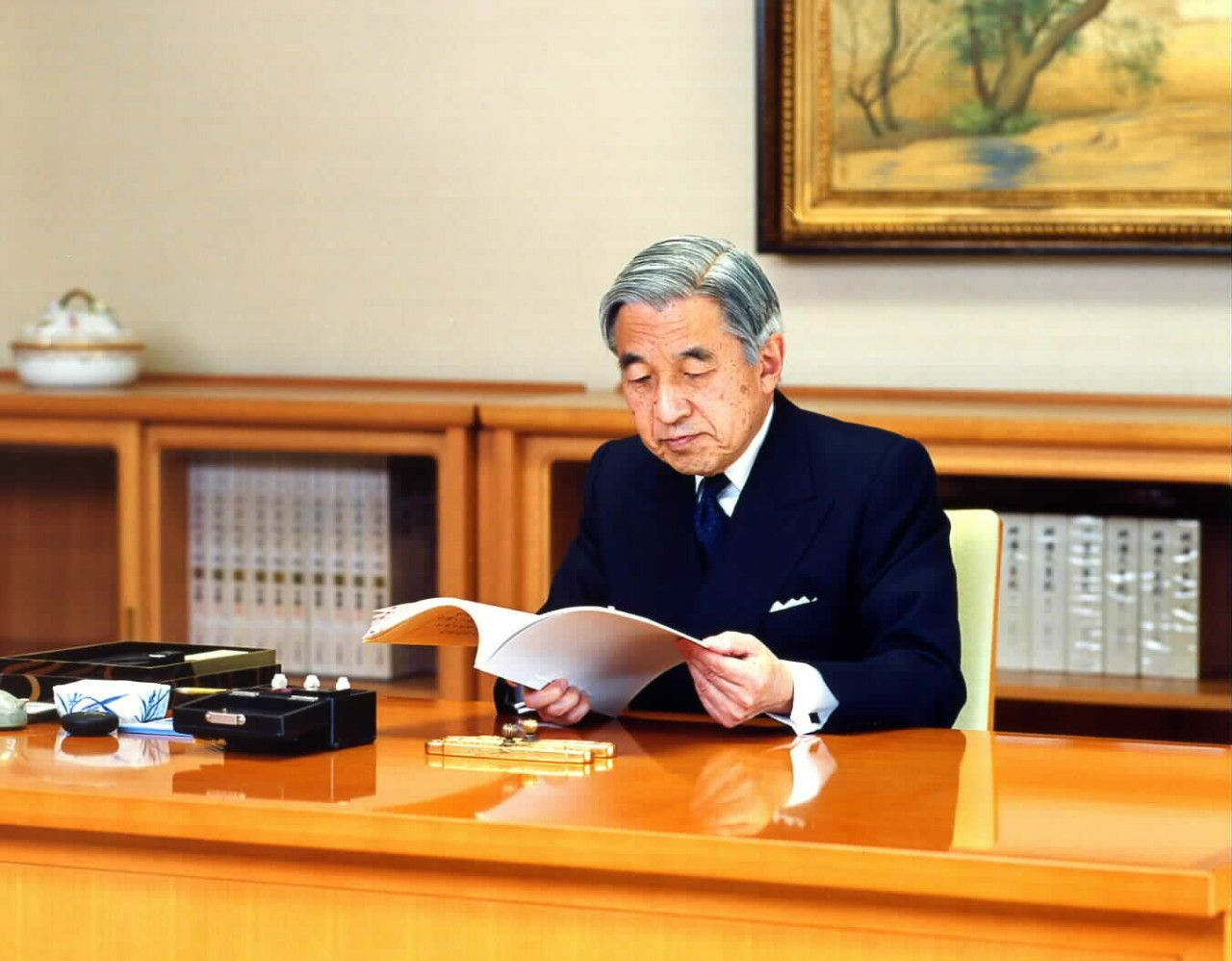
皇居宮殿表御座所で公務を行う
2003年（平成15年）2月 撮影

1933年（昭和8年）12月23日午前6時39分、東京府東京市麹町区（現・東京都千代田区）宮城（現・皇居）内の産殿にて、昭和天皇・香淳皇后の第5子かつ第1皇男子として誕生。
姉に東久邇成子（照宮成子内親王）、久宮祐子内親王、鷹司和子（孝宮和子内親王）、池田厚子（順宮厚子内親王）、弟に常陸宮正仁親王（義宮正仁親王）、妹に島津貴子（清宮貴子内親王）がいる。
1952年（昭和27年）に皇室典範に基づき18歳で成年。1959年（昭和34年）に正田美智子と成婚し、浩宮徳仁親王（第1子/長男、第126代天皇）、礼宮文仁親王（第2子/次男、現：秋篠宮家当主、皇嗣）、紀宮清子内親王（第3子/長女、結婚により皇籍離脱。現：黒田清子）の二男一女の3人の子女をもうける。
1989年（昭和64年）1月7日に実父である昭和天皇の崩御 に伴い皇位を継承し、第125代天皇に即位。
天皇在位中は、高齢となっても年間約1000件の書類に目を通して署名・捺印し、各種行事に約200回出席し（いずれも平成23年/2011年度）、20件近くの宮中祭祀や祭儀を執り行うなど精力的に活動し、2015年（平成27年）に施設訪問の一部を皇太子徳仁親王・同妃雅子（当時）および秋篠宮文仁親王・同妃紀子に引き継いだ 。
天皇の退位等に関する皇室典範特例法の施行により、2019年（平成31年）4月30日で退位、5月1日に皇太子徳仁親王が第126代天皇に即位し上皇となった。退位（譲位）に伴う皇位継承が行われたのは、光格天皇から仁孝天皇への譲位以来202年ぶりである。歴代天皇で最初に譲位した皇極天皇（斉明天皇として重祚）より数えて59人目である。
天皇や皇族とともに皇室を構成している。存命中の皇室構成員として最年長であり、今上天皇以外の皇位継承権を有しない唯一の男性皇室構成員となった。

### 科学者として
魚類学者としても知られ、ハゼの分類を研究対象とする研究者である。日本魚類学会に所属し、自ら研究して書いた論文28編（2018年時点）を同学会誌に発表。1992年（平成4年）には『Science』誌に「"Early cultivators of science in Japan"（邦訳例：日本における科学の早期開拓者たち）」という題で寄稿した。また2000年（平成12年）、2008年（平成20年）、2016年（平成28年）には、日本国外の雑誌『Gene』に第一著者として論文が掲載されている。

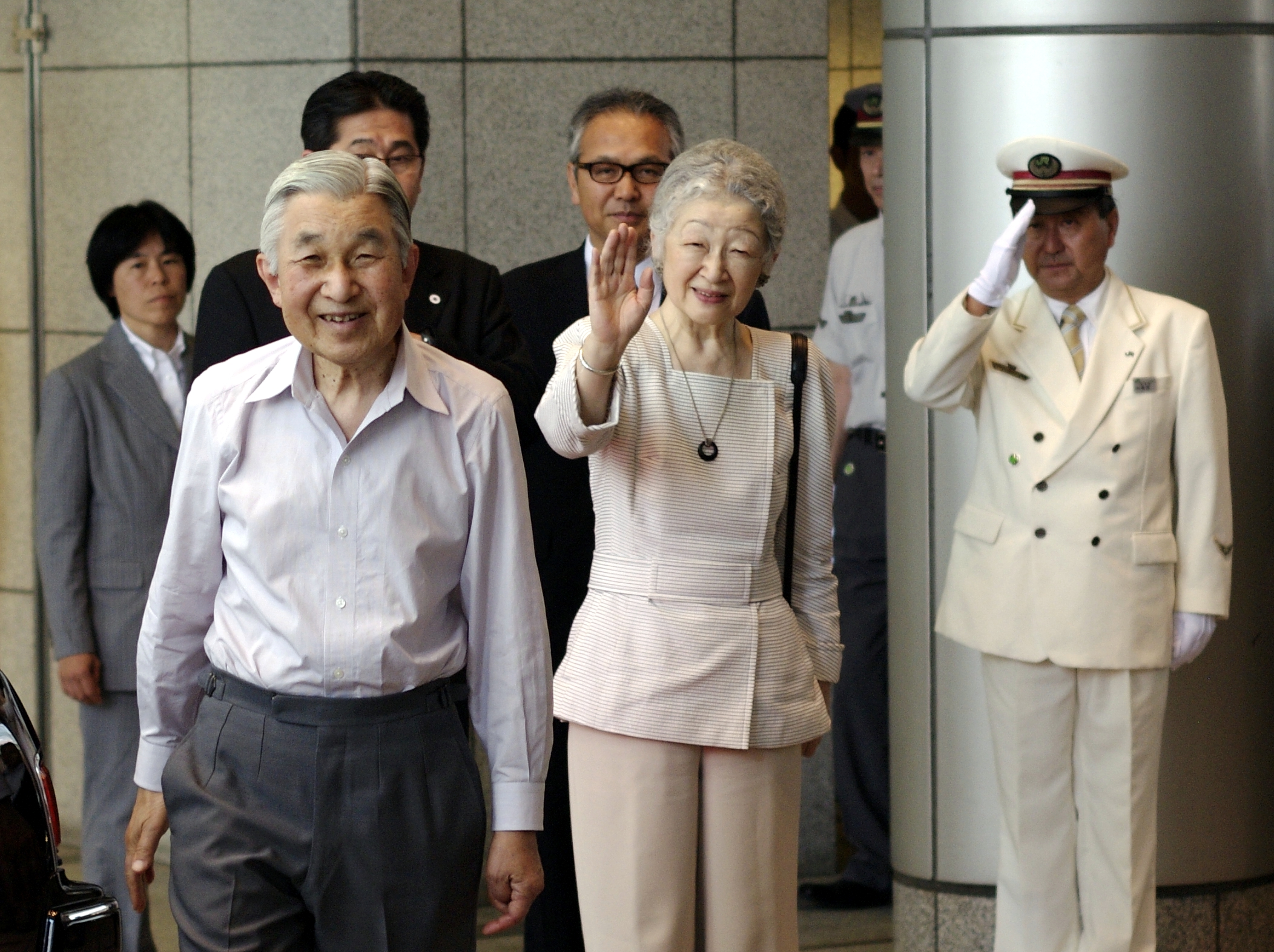
2012年撮影

また長年のハゼの分類学的研究に対する貢献を称え、新種のハゼの一種の命名に、1992年（平成4年）には Platygobiopsis akihito と、2005年（平成17年）には Exyrias akihito、2007年（平成19年）にはハゼの新属にアキヒト属（Akihito）と、自身の名を織り込んだ献名がなされた。
2020年には、南日本に生息するオキナワハゼ属の新種を発見した。新種発見は2003年以来17年ぶりであり、退位後初めての研究成果でもある。
皇族および天皇としての国際親善のほかに、魚類研究での外国との交流もあり、皇太子時代に問い合わせに応答した中国の魚類学者に年賀状を毎年送っている。
民族学者である梅棹忠夫は、1971年（昭和46年）8月26日の仲間内の食事会にて「この前、皇太子殿下（＝明仁親王）にご進講に行った。皇太子殿下の植物学に対する造詣はたいしたもの。立派に東大、京大教授が務まる。学者としては一流だ。」と述べている。

#### 発見したハゼ
- キマダラハゼ：Astrabe flavimaculata Akihito et Meguro[35]
- シマシロクラハゼ：Astrabe fasciata Akihito et Meguro
- ヒメトサカハゼ：Cristatogobius aurimaculatus Akihito et Meguro
- コンジキハゼ：Glossogobius aureus Akihito et Meguro
- クロオビハゼ：Myersina nigrivirgata Akihito et Meguro
- ミツボシゴマハゼ：Pandaka trimaculata Akihito et Meguro
- アワユキフタスジハゼ：Callogobius albipunctatus Akihito and Ikeda
- セボシフタスジハゼ：Callogobius dorsomaculatus Akihito and Ikeda

## 来歴

### 生い立ち
- 父・昭和天皇
- 母・香淳皇后

昭和天皇、香淳皇后夫妻は、結婚に際し、主体的な意思で一夫一妻制を推進した。しかし、4人連続で皇女（内親王）が誕生し、天皇に側室を求める意見や、当時の皇嗣である皇弟秩父宮雍仁親王を推す動き等、皇位継承を巡る様々な動向があった。
1933年（昭和8年）12月23日午前6時39分、宮城（現・皇居）明治宮殿内の産殿にて誕生。昭和天皇、香淳皇后の第5子にして初の皇子（第一皇男子、親王）であった。
御七夜の12月29日午前9時、浴湯の儀（及び鳴弦の儀）が執り行われた。読書役は市村瓚次郎（同控：辻善之助）、鳴弦役は有馬良橘海軍大将と大給近孝子爵（同控：松浦靖子爵、細川立興子爵）が務めた。同日午前11時、命名の儀が執り行われ、称号「繼宮」（つぐのみや）、「明仁」（あきひと）と命名された。
父である昭和天皇による命名で、いずれも明治3年1月3日（1870年2月3日）の明治天皇の即位に際して発せられた詔勅『大教宣布』より「…立極垂統、列皇相承、継之述之…宜明治教以宣揚惟神之大道也…（「極〈皇位〉」を立て「統〈皇統〉」を垂れ、列皇〈歴代天皇〉は相承し、之を継ぎ之を述べ…よろしく治教を明らかにし以て「惟神〈かんながら〉」の大道を宣揚すべき也）」に出典を求め、命名されたものである。
お印の「榮（えい）」は文字であり、「草花が盛んに茂る様子」を意味する。
待望の皇位継承者誕生とあり、国内の沸き立ち方は並々ならぬものがあった。民間では、北原白秋作詞、中山晋平作曲で奉祝歌『皇太子さまお生まれなつた』が作られた。
- 香淳皇后に抱かれる継宮明仁親王（1934年撮影、満1歳頃）
- 「天津日嗣の皇子御降誕」を報じる『富山日報』
- 1933年12月29日、読書鳴弦の儀奉仕員（左より市村瓚次郎、有馬良橘海軍大将、大給近孝子爵、辻善之助、松浦靖子爵、細川立興子爵）

### 幼少時代
誕生した際、昭和8年皇室令第11号が制定され、東宮に関する事務は、当面皇后宮職に置くとされた。
1936年（昭和11年）3月29日、将来の天皇になるべくして明仁親王は満2歳で両親の元を離れ、赤坂離宮構内の東宮仮御所で東宮傅育官によって養育される。当初は週に一度の日曜日には宮中に参内して両親と面会する機会もあったが、1か月を過ぎる頃から日曜日も東宮仮御所で過ごすようになった。
1940年（昭和15年）に学習院初等科に入学。学習院就学時代は山梨勝之進院長の下で教育を受け、内舎人 信国鉄蔵を師として剣道を練成。同級生に藤島泰輔や安西邦夫がいた。
1941年（昭和16年）12月8日、自身の学習院初等科2年次在学時に、日米開戦。学習院初等科5年次の1944年（昭和19年）、第二次世界大戦の戦火の拡大により、5月より約40名の学友らとともに沼津御用邸に疎開。サイパン陥落により本土上陸の懸念から、7月9日に沼津を出て栃木県日光市の日光田母澤御用邸に移動した（弟の義宮は山内御用邸へ、学友は金谷ホテルへ入った）。本来なら皇太子は御用邸附属邸に滞在となるが、すでに内親王達が疎開していたので、本邸の皇后御座所などを使用した。1945年（昭和20年）に入り、東京で撃墜したB-29の乗員が御用邸近くの古河電工を爆撃目標とする地図を持っていたという知らせが届いたうえ、7月12日に近隣の宇都宮市も空襲にあったため、7月20日にさらに奥地となる奥日光湯元温泉の南間ホテルに再疎開。湯元での滞在は隠密裏となるので食糧難のため学友とともに魚釣りや野草摘み、イナゴ捕獲などにも励んだ。8月15日、他の疎開児らとは別室にてラジオでの父帝による玉音放送を聴き、終戦を迎えた。8月17日には終戦を受け入れない参謀中佐2名が湯元まで訪れ、「皇太子を即位させて本土決戦を行う」と皇太子の身柄を要求されたが、近衛師団長より皇太子を守ると密命を受けて、疎開に同行していた少佐が「負けたら、皇太子は天皇に弓を引いた逆賊の長となり天皇に即位できなくなる」と諭した。東京空襲で東宮仮御所が焼失していたこともあり、しばらく湯元での滞在を続け11月7日に帰京した。
終戦翌年の1946年（昭和21年）4月より、学習院大学英文科教授のイギリス人であるレジナルド・ブライスを、英語の家庭教師として迎える。また、同年10月から1950年（昭和25年）12月まで、父・昭和天皇の「西洋の思想と習慣を学ばせる」という新しい皇太子への教育方針に従い、アメリカ合衆国の著名な女性の児童文学者にしてクエーカー教徒のエリザベス・ヴァイニング（日本では「ヴァイニング夫人」として知られている）が家庭教師として就き、その薫陶を受ける。ちなみに、ヴァイニングから与えられた英語名は「ジミー」だった。1949年（昭和22年）6月27日には、ヴァイニングとともにGHQの設置された第一生命館を訪問して連合国軍最高司令官ダグラス・マッカーサーと面会した。このときマッカーサーは「殿下は落ち着いて、まことに魅力的なお方だった」と好印象を持ったといわれる。また、西洋で流行していたボードゲームのリバーシ（現在のオセロ）を嗜み、昭和天皇とたびたび対戦して知恵を磨いた。
1950年（昭和25年）、学習院高等科2年の際に馬術部の主将となる。

1951年（昭和26年）10月、学習院高等科の修学旅行に参加。学友とは前半別行程で、20日夜に青森行きの夜行準急列車で出発。青森県内を回った後の26日、岩手県平泉で修学旅行に合流、29日に帰京した。

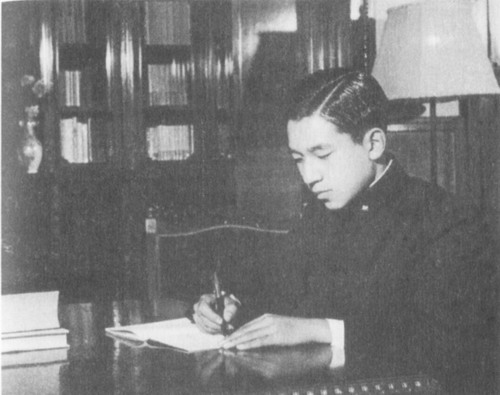
学習院高等科時代の皇太子明仁親王

### 皇太子時代
1952年（昭和27年）11月10日、皇居仮宮殿表北ノ間で立太子の礼と皇太子明仁親王の成年式が挙行された。同日、大勲位に叙され、菊花大綬章を授けられる。
1953年（昭和28年）3月30日から同年10月12日までの半年余りにわたり、人生初の外遊。ヨーロッパ12か国およびアメリカ合衆国、カナダを歴訪。同年6月2日、エリザベス2世英国女王（1952年2月6日に父のジョージ6世国王の崩御により即位）の戴冠式へ父・昭和天皇の名代として各国王族らと共に参列。当時の地位は皇太子であったが、昭和天皇名代の格式が加わっていたため、応接する諸国では天皇としての応対を行った。後年、2007年（平成19年）の訪欧前の会見においては、このことを回想して名代の立場の重さを思い、相手国を慮る趣旨の発言を行っている。しかしこの外遊の結果（皇太子という身分とはいえ特別待遇されることはなく）、学習院大学の単位が不足して進級できずやむを得ず中途退学したものの、長年の学友たちと学年が異なることを回避するため、以後は聴講生として学業を継続する。
欧米訪問からの帰国直後の同年12月に、結核の感染を診断される。この時、ストレプトマイシンなどの特効薬が発見されており、それの投与による治療を受け、1957年（昭和32年）までにほぼ治癒した。このことは長らく公にされていなかったが、2009年（平成21年）3月に行われた、第60回結核予防全国大会の挨拶にて、自ら明かした。
1957年（昭和32年）8月19日、避暑で訪れていた長野県北佐久郡軽井沢町の軽井沢会テニスコートでのテニストーナメントで日清製粉グループ会長（当時）であった正田英三郎の長女、正田美智子と出会い、テニスを通して交際を深めた。宮内庁職員の作品展に『女ともだち』と題した彼女の写真を出品した。しかし、「皇太子が積極的に正田美智子との結婚を考えている」ということが分かると、皇室内外からの反対もあった。昭和天皇の侍従長を務めた入江相政の著作『入江相政日記』には、「『東宮様のご縁談について平民からとは怪しからん』と母・香淳皇后が秩父宮妃勢津子、高松宮妃喜久子の両親王妃と共に昭和天皇に訴えた」という内容の記述がある。
1959年（昭和34年）1月14日に納采の儀が、同年4月10日に皇太子明仁親王と正田美智子の結婚の儀が執り行われた。明治以降では初の皇族、華族以外からの皇太子妃（将来の皇后）であり、また成婚に至る過程が報道されたこともあって、市民からは熱烈に歓迎され、国民的な「ミッチー・ブーム」が起る。成婚のパレードは盛大に行われ、多数の国民から祝福を受けた。2人の成婚の様子を生中継放送で視聴するために、当時高価であったテレビも一般家庭に普及し始めた。また婚礼を祝して『祝典行進曲』が作曲された。同年7月15日に、皇太子妃美智子の第一子懐妊が発表された。
1960年（昭和35年）2月23日に第1子、第一男子浩宮徳仁親王（ひろのみや なるひと）が誕生。3月には妹、清宮貴子内親王が、明仁親王の学友だった島津久永と結婚した。
同年8月6日、広島平和記念式典に参列する。皇族として初の参加だった。
同年9月22日から同年10月7日にかけて、妃美智子を伴って夫妻で日米修好100周年記念のためアメリカ合衆国を16日間にわたり訪問した。
1965年（昭和40年）11月30日、第2子、第二男子礼宮文仁親王（あやのみや ふみひと）が誕生。1969年（昭和44年）4月18日、第3子、第一女子紀宮清子内親王（のりのみや さやこ）が誕生。

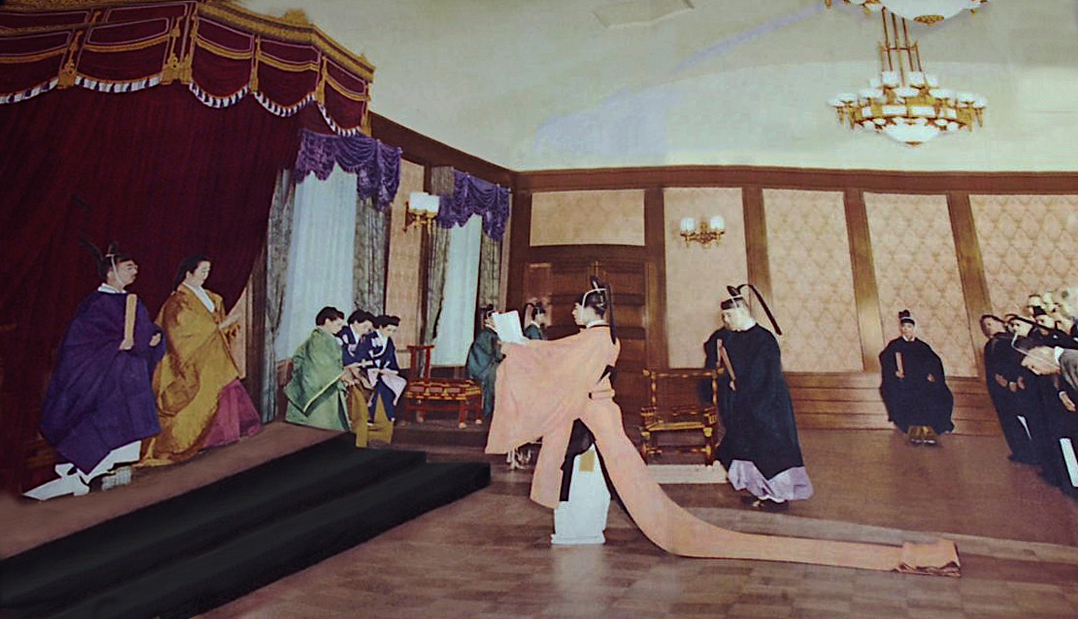
1952年（昭和27年）、「立太子宣制の儀」で両親の昭和天皇と香淳皇后に拝礼
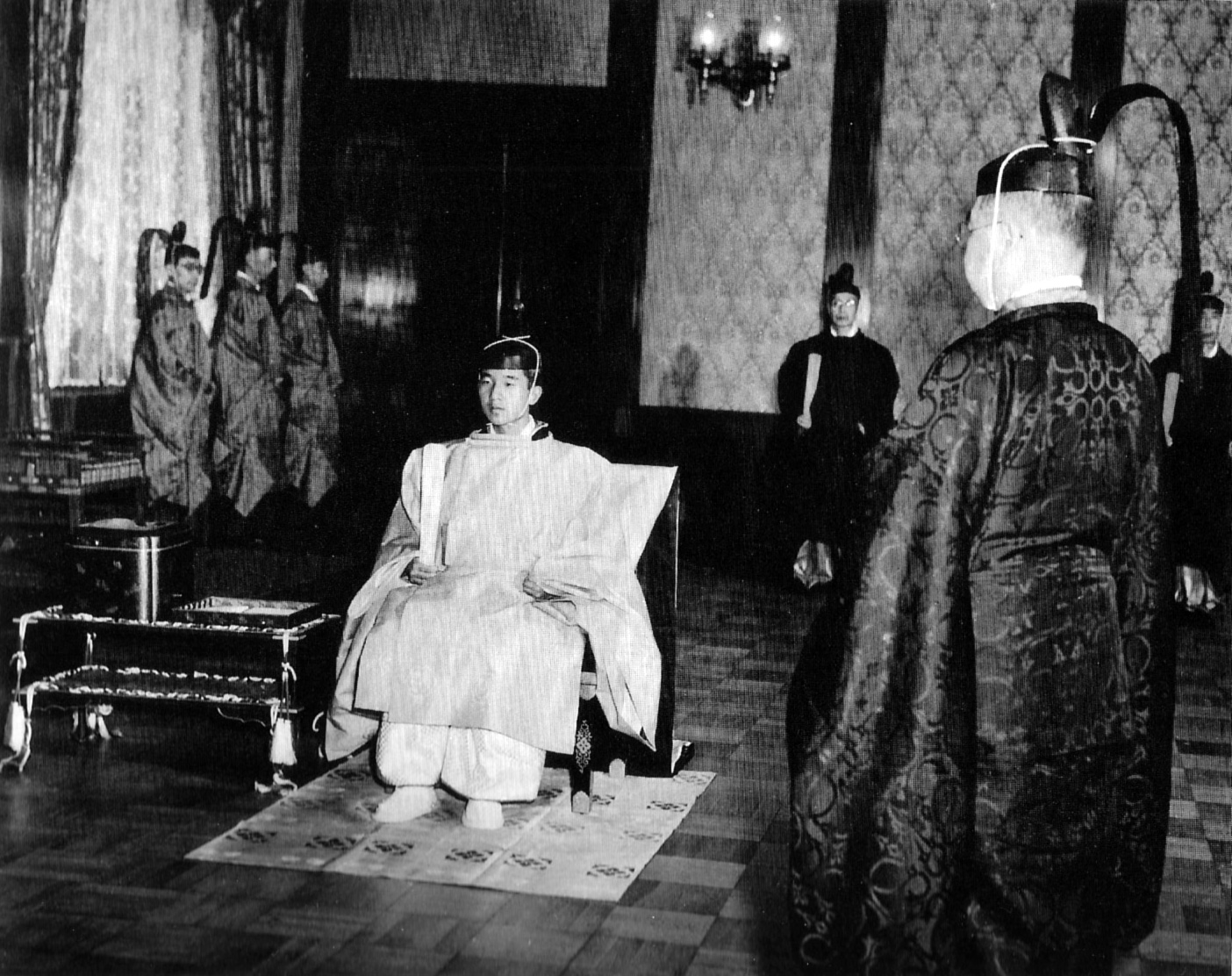
1952年（昭和27年）、立太子の礼
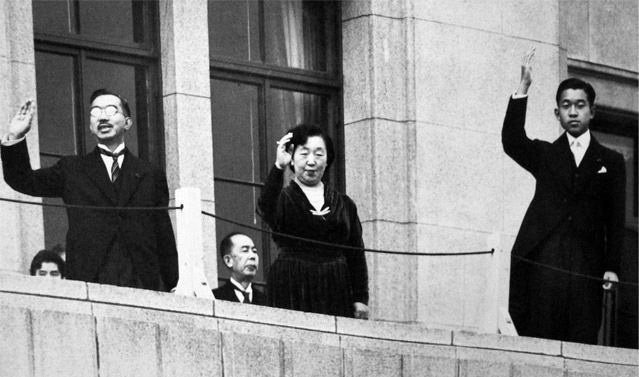
1952年（昭和27年）、立太子の礼後、両親と共に市民の歓声に応える
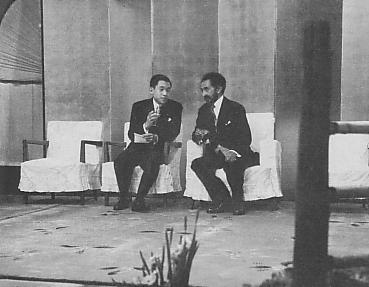
1955年（昭和30年）11月、 エチオピア皇帝ハイレ・セラシエ1世と
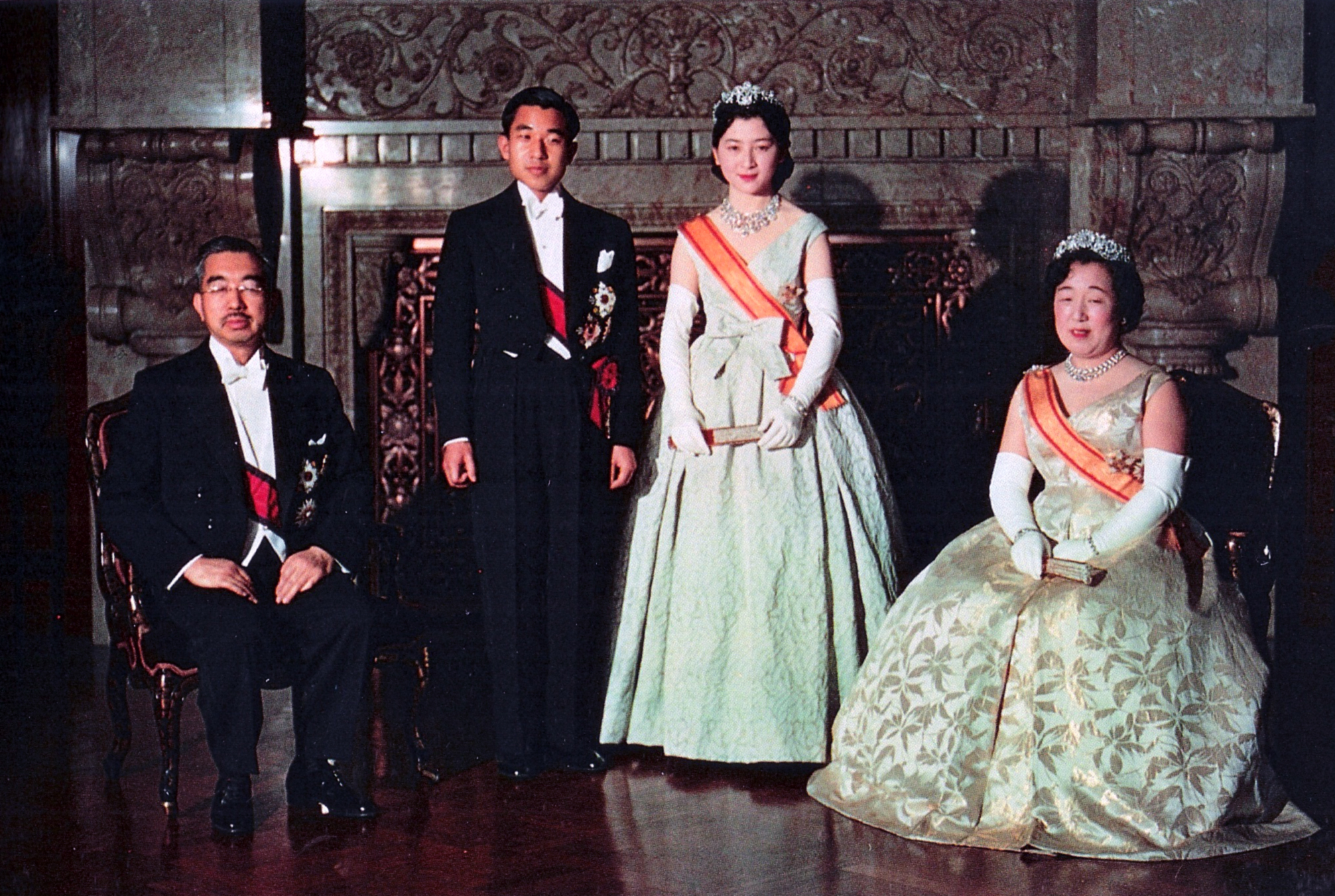
1959年（昭和34年）、朝見の儀の昭和天皇、香淳皇后、皇太子明仁親王、皇太子妃美智子。
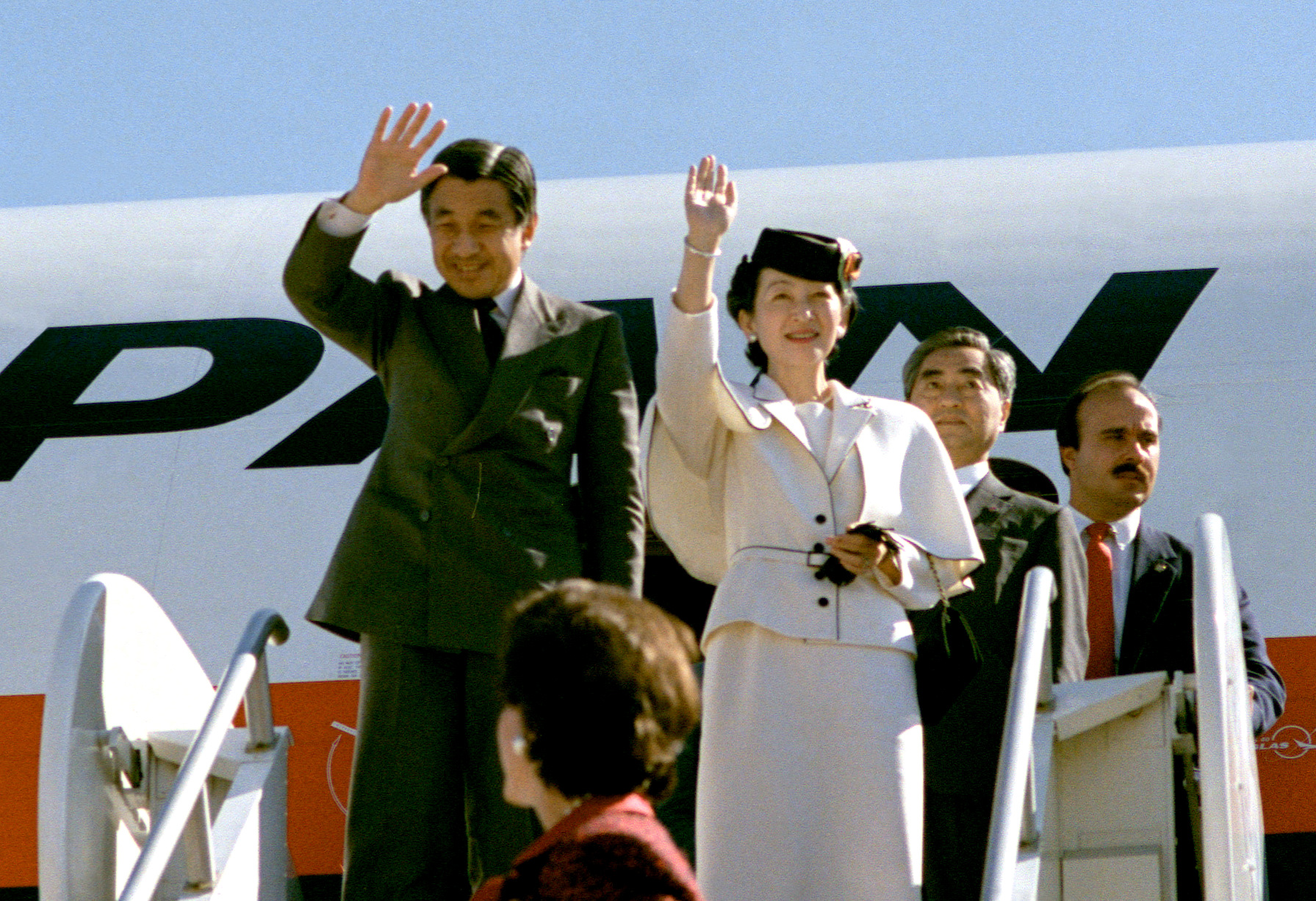
1987年（昭和62年）、皇太子夫妻としての最後の外国訪問（アメリカ合衆国、アンドルーズ空軍基地にて）

#### 沖縄県訪問に際して
沖縄県の祖国復帰（沖縄返還）が実現してから、3年後の1975年（昭和50年）の沖縄国際海洋博覧会に際して、父・昭和天皇が大正期の皇太子時代に行啓した沖縄県へ、立太子後、初めて訪問した。海洋博覧会の写真を収めた書籍『海 その望ましい未来』や、記録映画『公式長編記録映画 沖縄海洋博』にも開会式・閉会式に親覧した皇太子および同妃の姿が収録されている。
この訪問中には複数の事件があった。同年7月17日、皇太子妃美智子を伴い夫妻でひめゆりの塔に献花のため訪問したところ、その場に潜んでいた過激派2人（沖縄解放同盟準備会メンバーの知念功と共産主義者同盟のメンバー）から火炎瓶1本を投げつけられた（ひめゆりの塔事件）。なお、沖縄入りした皇太子および同妃の自動車に空き瓶などを投げつけるなどのテロ（犯人は公務執行妨害で逮捕）も発生した。皇太子および同妃に怪我はなく、つつがなく日程を終了した。
皇太子は「沖縄戦における県民の傷跡を深く省み、平和への願いを未来へつなぐ。」と県民の心情を思う談話を発表している。また当時より、沖縄に関心をよせて 琉歌を研究し、琉歌8首を発表している。
1976年（昭和51年）1月18日の海洋博閉会式にも、揃って出席した。
1987年（昭和62年）にも、沖縄海邦国体の前に病臥した父・昭和天皇（昭和天皇が在位中の天皇として、史上初めて沖縄を訪問する予定だった）の名代として沖縄を訪問し、同年10月24日、南部戦跡の平和祈念堂で「先の大戦で戦場となった沖縄が、島々の姿をも変える甚大な被害を被り、一般住民を含むあまたの尊い犠牲者を出したことに加え、戦後も長らく多大の苦労を余儀なくされてきたことを思う時、深い悲しみと痛みを覚えます」との天皇のことばを代読した。当時の西銘順治沖縄県知事は「お言葉に接し、感動胸に迫るものがあります。これで、ようやく沖縄の戦後は終わりを告げたと思う。」と談話を発表した。

### 在位中
1989年（昭和64年）1月7日、父・昭和天皇の崩御を受け、直ちに歴代3位の年長となる55歳で第125代天皇に即位（現行の皇室典範により、「践祚〈せんそ〉」と「即位〈そくい〉」が統合されたため、従前の「践祚」に相当）。同日、皇位継承の儀式（剣璽等承継の儀）を執り行い、翌8日、元号法に基づき「平成」に改元された。9日に執り行われた即位後朝見の儀では「皆さんとともに日本国憲法を守り、これに従って責務を果たすことを誓い、国運の一層の進展と世界の平和、人類福祉の増進を切に希望してやみません」との「おことば」を発した。
諒闇が明けた1990年（平成2年）の即位の礼に際して、京都御所（京都府京都市上京区）から皇居（東京都千代田区）へ高御座が運ばれるなど大掛かりな準備が行われ、同年11月12日に中心儀式である即位礼正殿の儀が執り行われた。祖父の大正天皇及び父の昭和天皇とも即位の礼を京都御所で挙行しており（即位礼紫宸殿の儀）、関東（東京都）の地で即位した初めての天皇となる。同日、即位の礼「祝賀御列の儀」としてオープンカーでのパレードが行われ、皇居から赤坂御所までの4.7kmの道のりを、約12万人の市民が埋め尽くし新しい天皇と皇后の即位を祝福した。同年11月22日・23日、皇居内で大嘗祭が執り行われた。
1992年（平成4年）10月、中華人民共和国政府の招待で同国を訪問する（天皇訪中）。日中関係史からみても、歴代の天皇のうち中国大陸を訪問したのは初の出来事であり、生前の昭和天皇が希望していながら果たせなかったことでもあり、当時の中国の外務大臣に相当する外交部長だった銭其琛は当時を回顧して「天皇訪中は六四天安門事件での西側諸国の対中制裁の突破口という側面もあった」と明かしている。
1998年（平成10年）2月7日に長野オリンピックスタジアムで行われた1998年長野オリンピックの開会式に皇后美智子同伴で臨席し、開催国の国家元首として「ここに、長野における第18回オリンピック冬季競技大会の開会を宣言します。」と開会宣言をした。天皇による近代オリンピック開会式での開会宣言は、1964年東京オリンピック・1972年札幌オリンピックでの父・昭和天皇に続いて3回目となった。
1999年（平成11年）に即位10周年を迎え、同年11月20日に「御即位十年をお祝いする国民祭典」が開催され、同日夜には二重橋で祝賀の声に応えた。この折に、宮内庁は即位10年記録集『道』を刊行している。
1993年（平成5年）には、父の昭和天皇が実現できなかった沖縄県行幸を自身の在位中で果たした。この折には皇后美智子（当時）とともに、予定になかったひめゆり学徒隊の慰霊碑への訪問を行った。2003年（平成15年）までに、47都道府県の日本全国の巡幸を達成した。
2009年（平成21年）11月12日、政府主催の「御在位二十年記念式典」・民間主催の「御即位二十年をお祝いする国民祭典」が執り行われた。
2009年（平成21年）12月15日、習近平中華人民共和国副主席（後の中国最高指導者）と会見。この会見の申請が、慣例の1か月前を切って行われたことから騒動となり、羽毛田信吾・宮内庁長官が記者会見で政府・民主党政権・鳩山由紀夫内閣を批判する発言を行った（天皇特例会見）。
2011年（平成23年）3月16日、東北地方太平洋沖地震（東日本大震災）の発生とそれに伴う被害に鑑み、国民および被災者に対し異例のビデオメッセージを放送した。

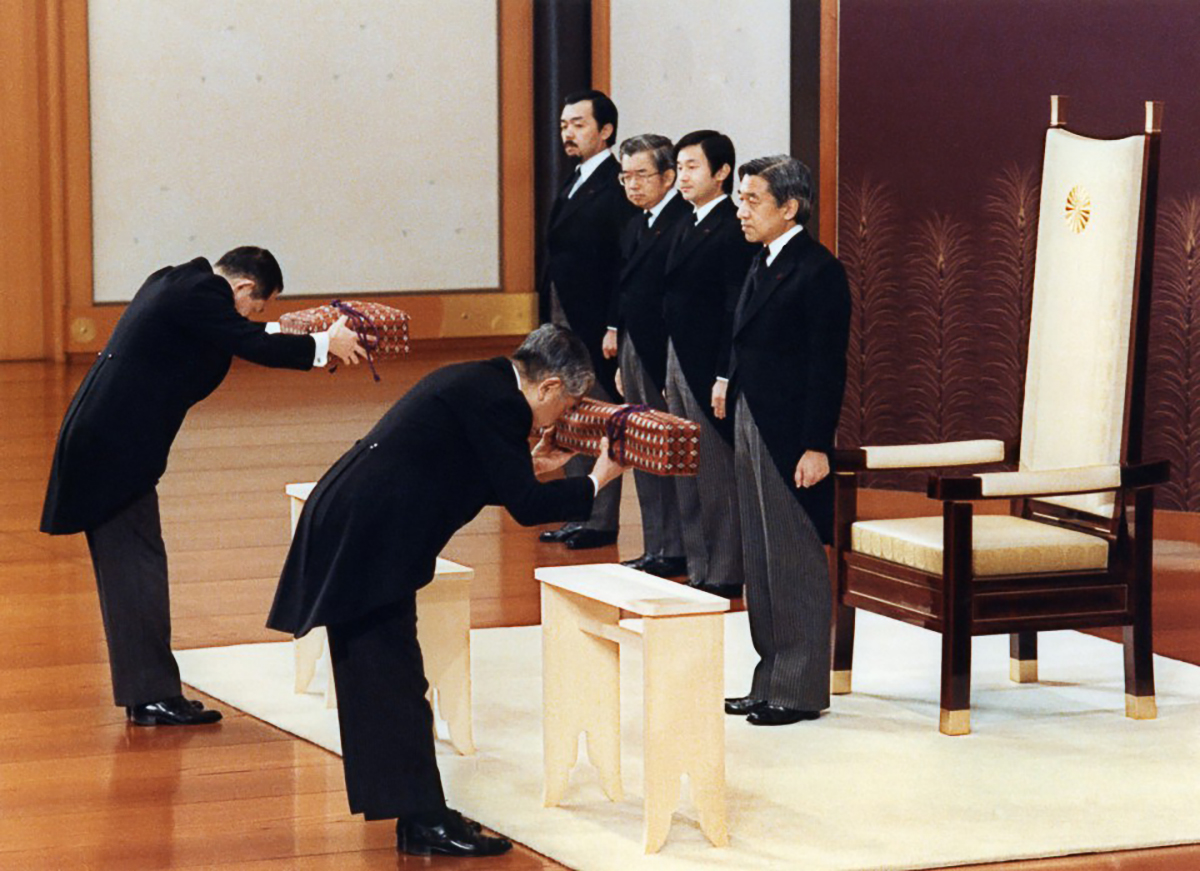
剣璽等承継の儀 1989年（昭和64年）1月7日
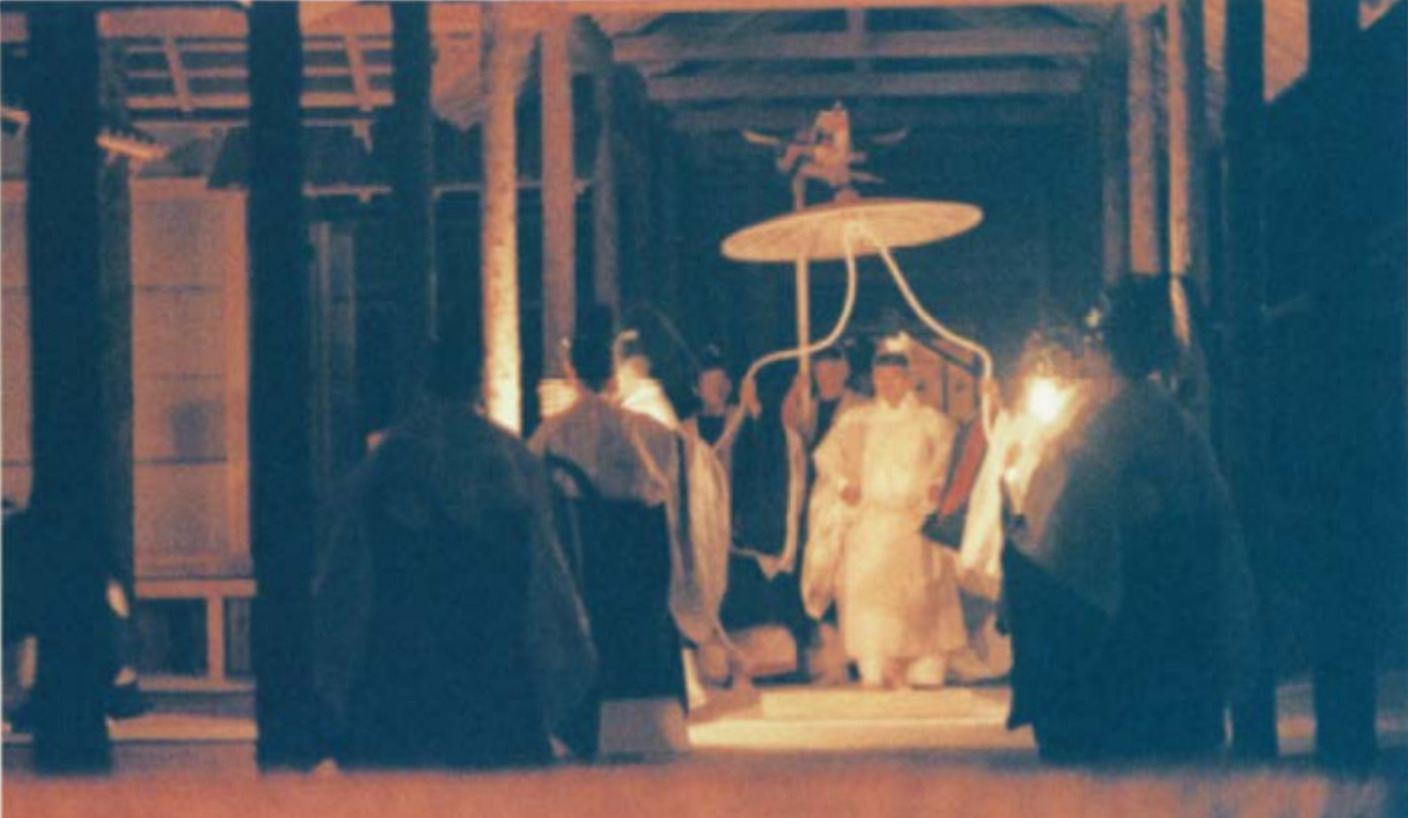
1990年（平成2年）、大嘗祭
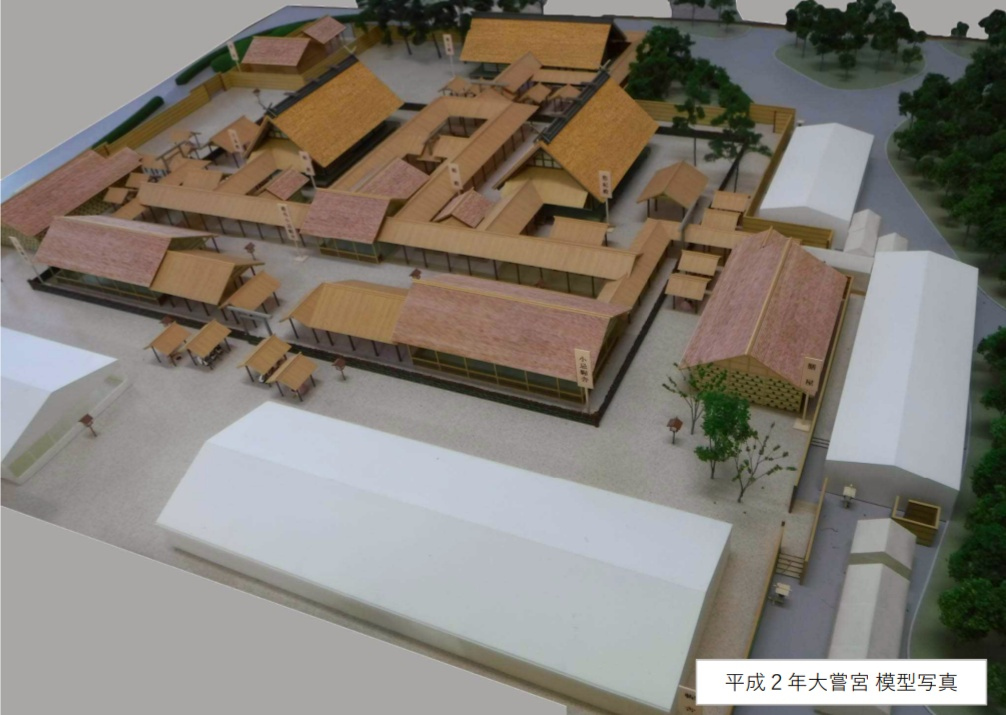
平成の大嘗宮（再現模型）
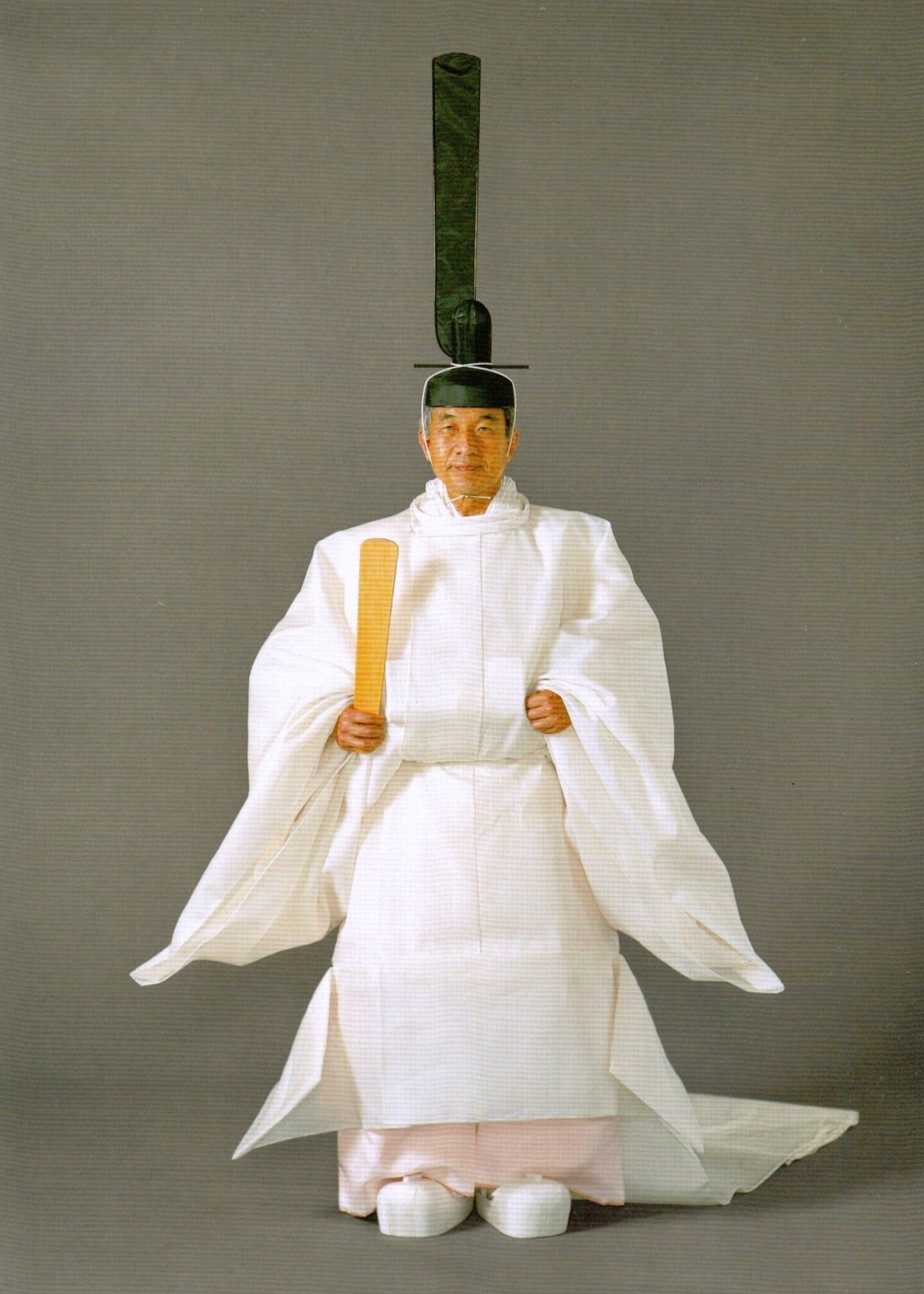
即位礼および大嘗祭での帛御服
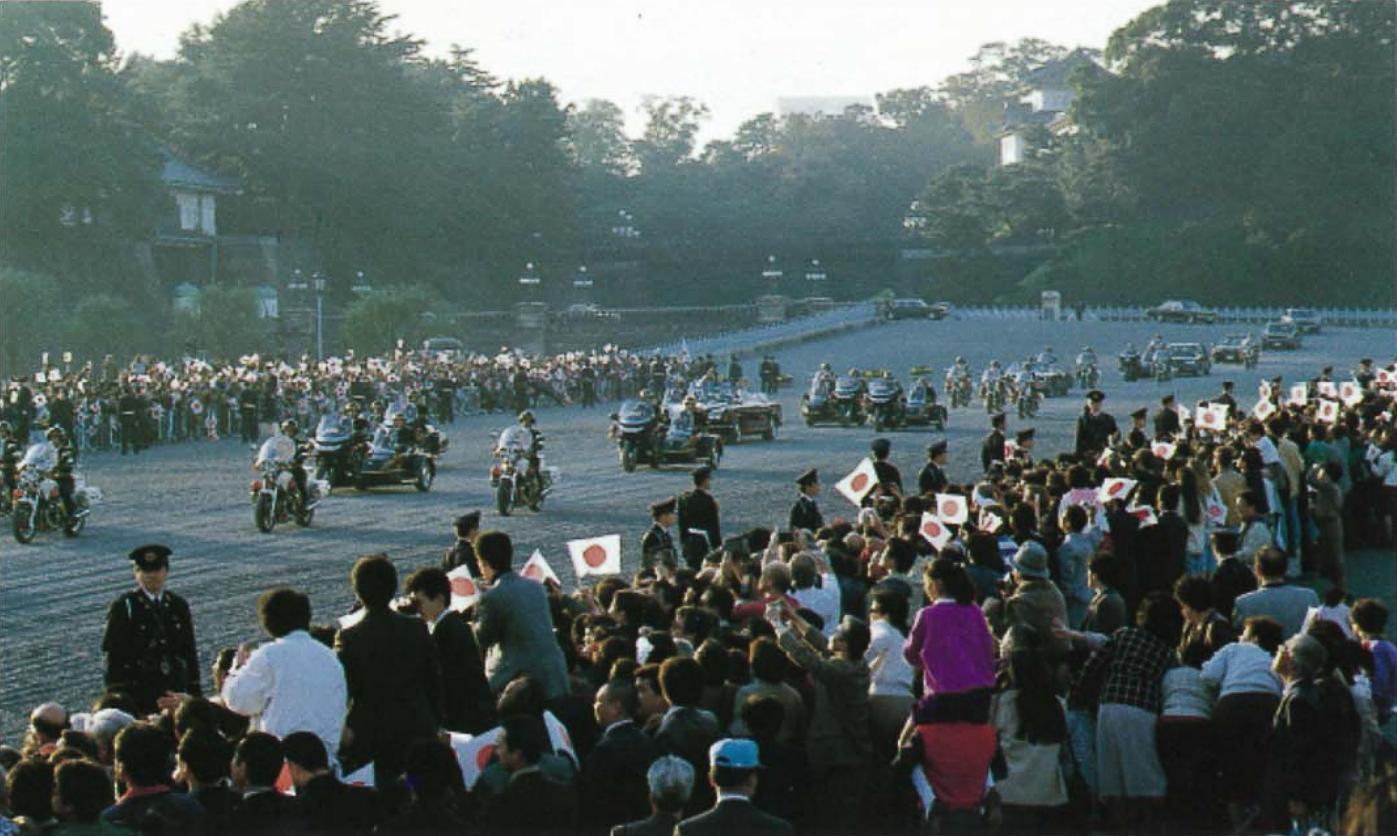
祝賀御列の儀
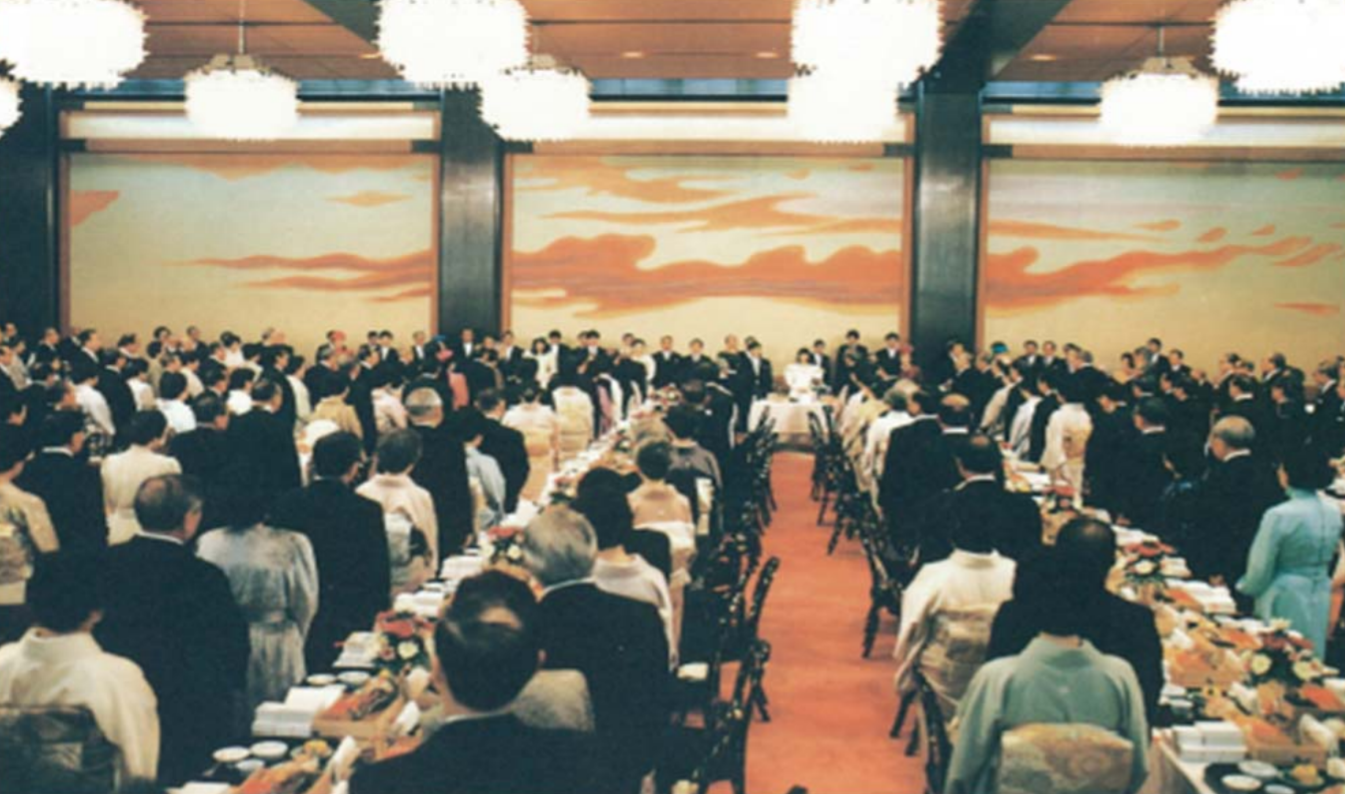
饗宴の儀
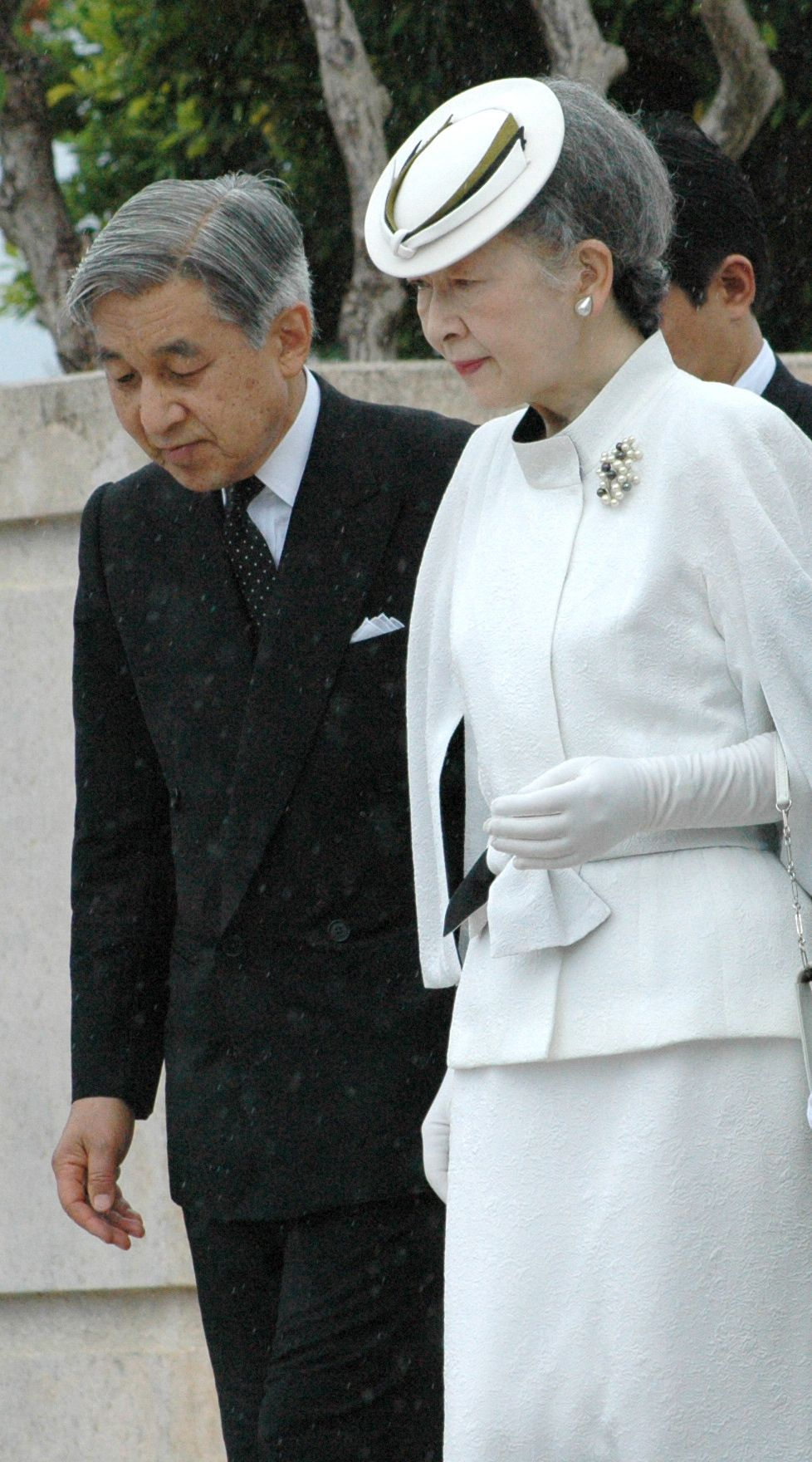
2005年（平成17年）6月28日、米国自治領・サイパン島訪問時、皇后美智子と共に。
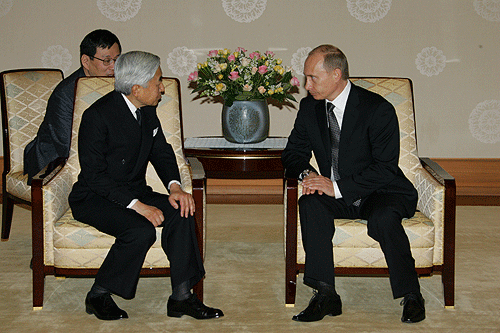
2005年（平成17年）11月22日、ロシア大統領ウラジーミル・プーチン（右）と
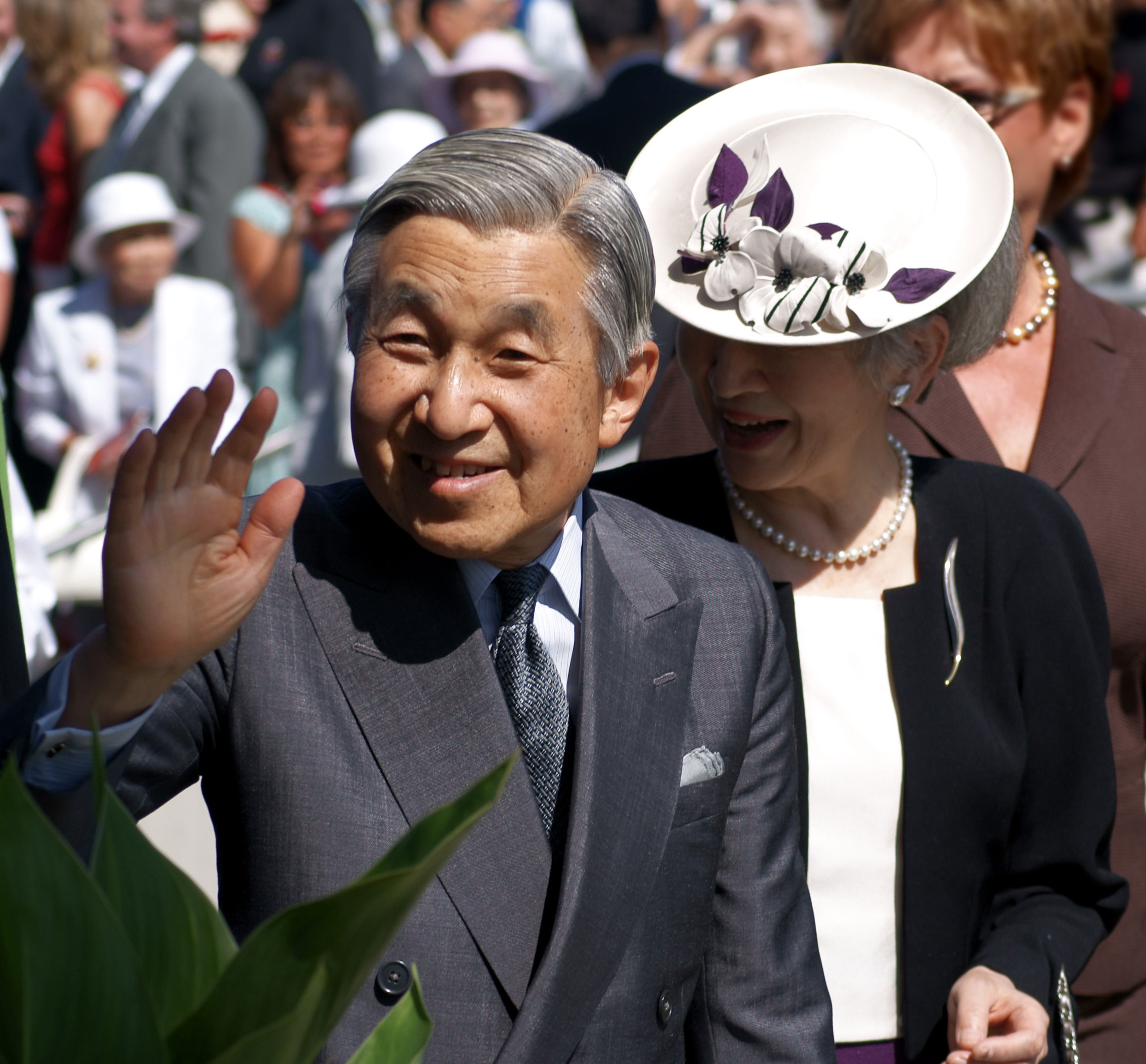
2009年（平成21年）7月10日、カナダ・ブリティッシュコロンビア州訪問時。
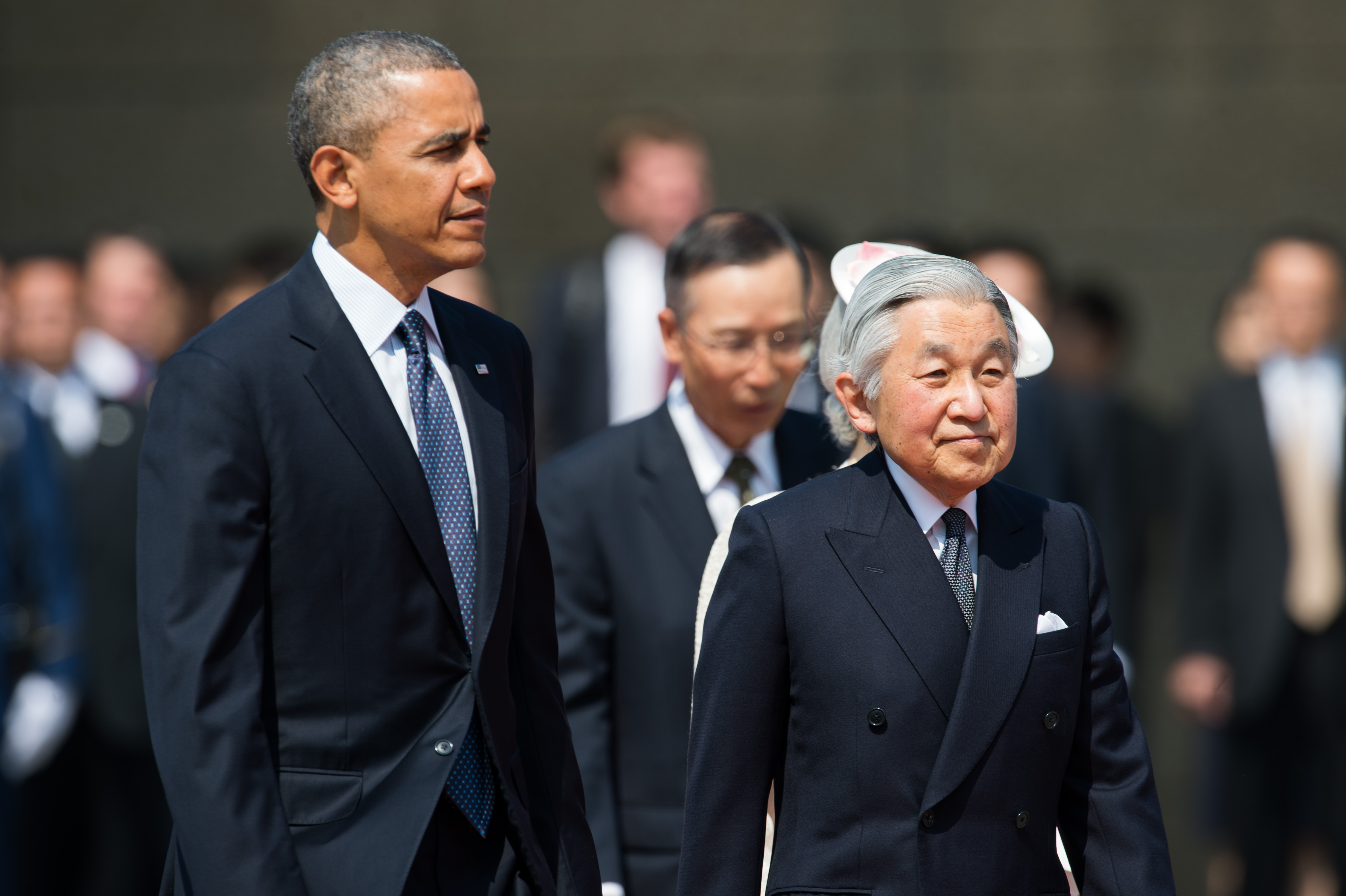
2014年（平成26年）4月24日、皇居にてアメリカ合衆国の大統領（当時）バラク・オバマ（左）と。

### 譲位の意向

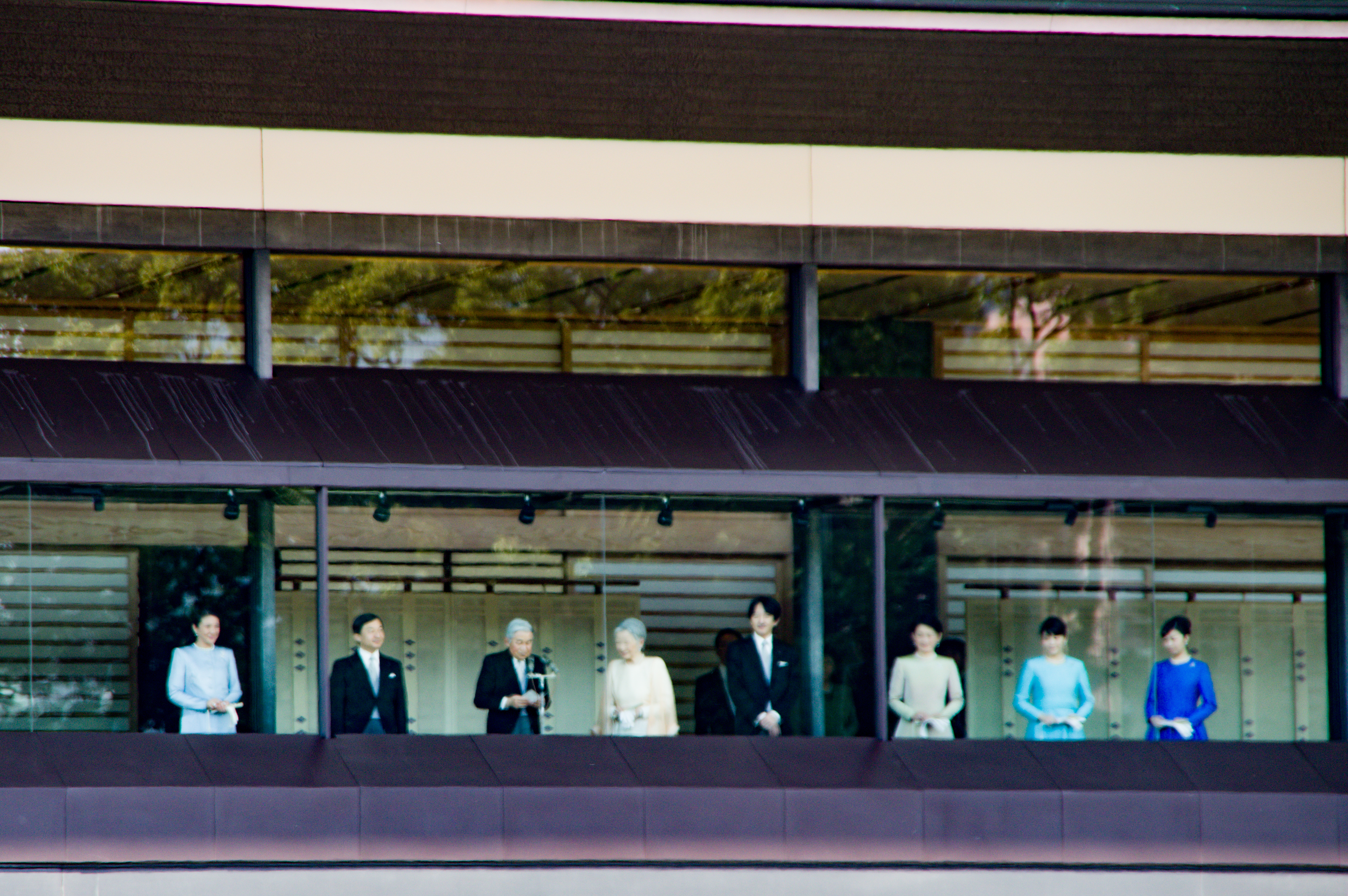
2016年（平成28年）1月2日、一般参賀

2016年（平成28年）7月13日、NHKや『毎日新聞』が、天皇の位を生前に皇太子（次期皇位継承者）に譲る「生前退位（譲位）」の意向を、宮内庁関係者に示したと一斉に報道。諸報道によれば、天皇として「憲法に定められた象徴としての務めを十分に果たせる者が天皇の位にあるべきだ」と考えており、「数年内の譲位を望んでいる」とされ、「天皇自身が広く内外に『お気持ち』を表わす方向で、調整が進められている」とされた。しかし、宮内庁の山本信一郎次長（当時、現・宮内庁長官）は、報道を受け、各社の取材に対して「そうした事実は一切ない。陛下は憲法上のお立場から、皇室典範や皇室の制度に関する発言は差し控えてこられた。」と報道内容を否定した。8月8日、約11分間のビデオを通じて、自ら個人の「お気持ち」を『象徴としてのお務めについての天皇陛下のおことば』として表明。自身が即位後、日々、天皇として望ましい在り方を模索して今日に至ったが、高齢になったため、全身全霊で象徴としての務めを果たしていくことが難しくなってきたと案じていることへの国民の理解を求めた。
2017年（平成29年）12月1日開催の皇室会議において、天皇退位の日が2019年（平成31年）4月30日に決定した。同8日、政府は同日付での退位を閣議決定した（第4次安倍内閣）。
2019年（平成31年）2月24日、政府主催の「天皇陛下御在位三十年記念式典」が、皇后美智子との成婚60周年を迎えた同年4月10日には「天皇陛下御即位三十年奉祝感謝の集い」が開催された。
在位中の2019年（平成31年）4月1日、元号法に基づき新元号「令和」が公表され、元号を改める政令に署名し、公布した。なお、新元号が政府より事前発表されるにあたり、この影響で日本の情報システム業界では新規案件で元号を使用した機能の受注については、新規元号発表までは見合わせるか、西暦のみか、2018年（平成30年）までとするかで動きが分かれた。カレンダー業界は印刷発行と販売に多大なる影響が出ることを危惧していた。
退位の日である2019年（平成31年）4月30日の午後5時から、国事行為として退位礼正殿の儀が皇居宮殿正殿松の間で行われ、これが天皇としての最後の公務となった。
天皇の退位等に関する皇室典範特例法の規定により、明仁はこの日をもって退位し、翌5月1日午前0時に上皇となり、自身の第1皇男子である皇太子徳仁親王が第126代天皇に即位した。同時に元号法の規定により、「平成」から「令和」に改元された。これにより2019年は、「平成31年（1月1日 - 4月30日）」と「令和元年（5月1日 - 12月31日）」という2つの元号が存在することとなった。

### 上皇として
天皇の退位等に関する皇室典範特例法第三条前条の規定により退位した天皇は、上皇（読み：じょうこう）とする。
上皇の敬称は、陛下とする。
上皇の身分に関する事項の登録、喪儀及び陵墓については、天皇の例による。
上皇に関しては、前二項に規定する事項を除き、皇室典範（第2条、第28条第2項及び第3項並びに第30条第2項を除く。）に定める事項については、皇族の例による。

2017年（平成29年）6月9日の国会参議院本会議での議決により『天皇の退位等に関する皇室典範特例法』が成立し、7日後の16日に公布された。2019年（平成31年）4月30日に同法が完全に施行され、翌日の令和元年5月1日午前0時を以って天皇の地位と職務は全て皇太子徳仁親王へと引き継がれた。明仁は、1868年（慶応4年/明治元年）の一世一元の制制定後、かつ憲政史上初めて譲位した天皇となった。
天皇退位特例法施行にともない、宮内庁には上皇と上皇后の家政機関として「上皇職」が設置された。
上皇は公的な場に姿を見せることはなく、上皇后の美智子とともに私的な日本各地への訪問や芸術鑑賞などで日々を過ごす。
その中でも週一回は、皇居内の生物学研究所へ通い、魚類の研究を続けている。
86歳となった同年12月23日は、前年まで天皇誕生日（祝日）であったが、退位後は平日となり、翌年2020年（令和2年）より第126代天皇・徳仁の誕生日である2月23日が新たな天皇誕生日となった。
2020年（令和2年）1月2日、上皇后美智子、天皇徳仁と皇后雅子および他の皇族らと共に、皇居での新年一般参賀に参加。退位後に初めて公の場で姿を見せた。
宮内庁は同年1月30日、上皇が29日午後6時半ごろ、私的外出ののち吹上仙洞御所に戻って約1時間後に倒れたと発表した。意識はしばらくして戻り、翌30日に宮内庁病院で頭部MRI検査と専門医による診察を受けたが、症状の原因となる所見は見られず、当面は経過観察を続けるとした。また同庁によると、上皇が倒れた際に上皇后が非常ブザーで侍医を呼んだ。上皇はいびきのような息づかいだったが、侍医の診察開始から間もなく意識を回復したという。夕食を取らずにそのまま就寝した。30日朝は通常通り朝食をとったという。2019年（令和元年）7月には脳貧血のため立っていられず、かがみ込む症状があった。宮内庁は、上皇の最近の体調に問題はなかったとし、仙洞仮御所（旧：高輪皇族邸）への引越準備に加え、ハゼ科魚類の研究や上皇后との日課の散策、読書などをして静かに過ごしているという。
同年3月31日に、上皇后と共に仮住居である仙洞仮御所（高輪皇族邸）に引っ越す。
2021年（令和3年）9月2日、在位中に崩御した父・昭和天皇（宝算87）の生涯日数3万2031日と並び、明確な記録が残る歴代天皇の中で最長寿となる。
2022年（令和4年）4月26日、妻の上皇后美智子とともに静養先の葉山御用邸を出発し、赤坂の仙洞御所（旧赤坂御所）に引っ越した。
上皇の喪儀及び陵墓の格式については、皇室典範特例法第3条において、天皇と同様としている。従って、崩御に当たっては大喪の礼が挙行され、武蔵陵墓地の大正天皇多摩陵西側に明仁の陵墓が造営される。また、埋葬については従前の天皇・皇后は土葬で行われていたが、明仁および美智子の意向により火葬により執り行われることが、天皇・皇后在位中であった2013年11月14日、宮内庁により発表されている。火葬方法については、皇族が火葬に付される落合斎場ではなく、武蔵陵墓地に設置される専用施設において実施される。

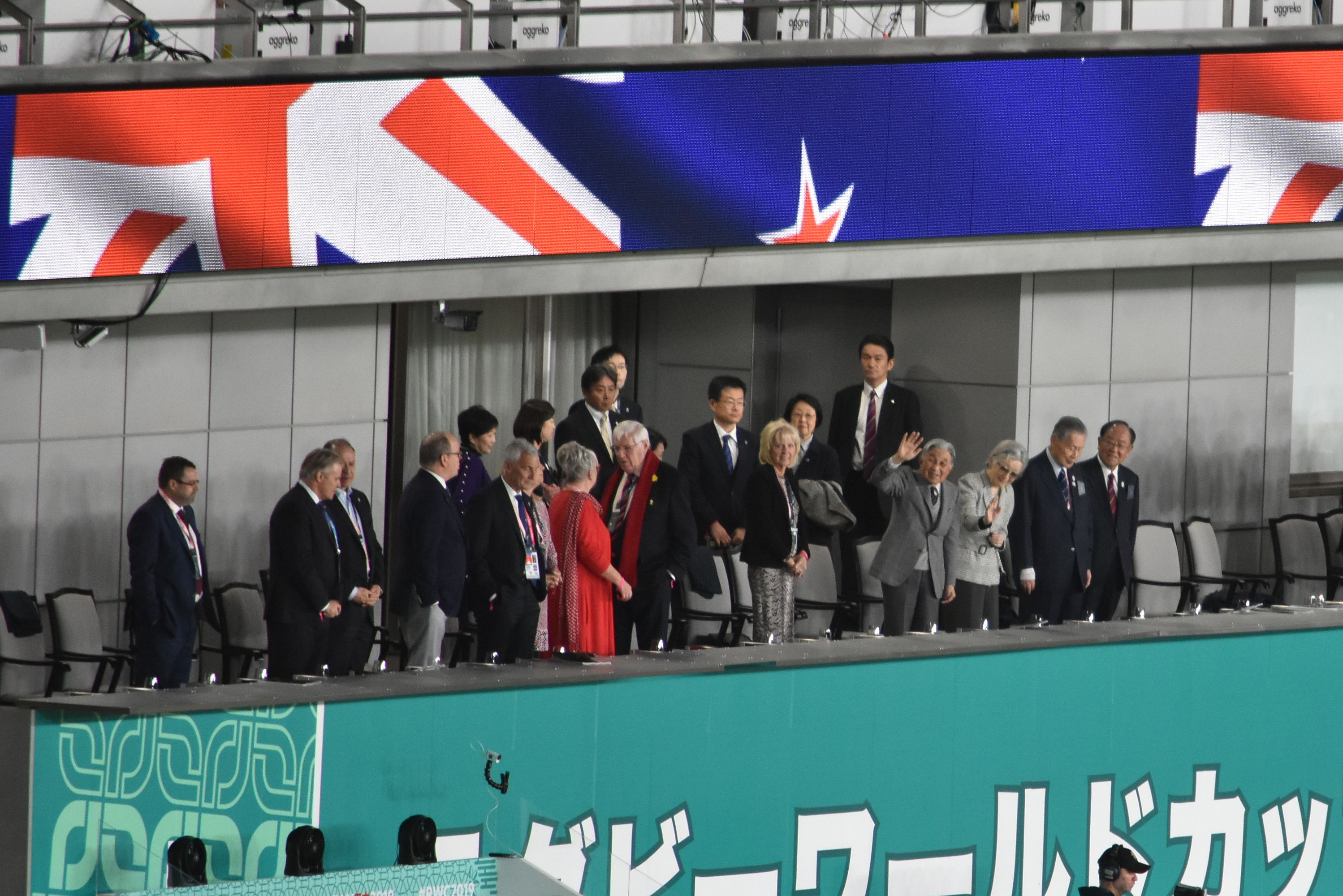
2019年11月1日、日本で開催されたラグビーワールドカップ2019の3位決定戦（ニュージーランド対ウェールズ、会場：東京スタジアム）をプライベートで観戦する上皇と上皇后。
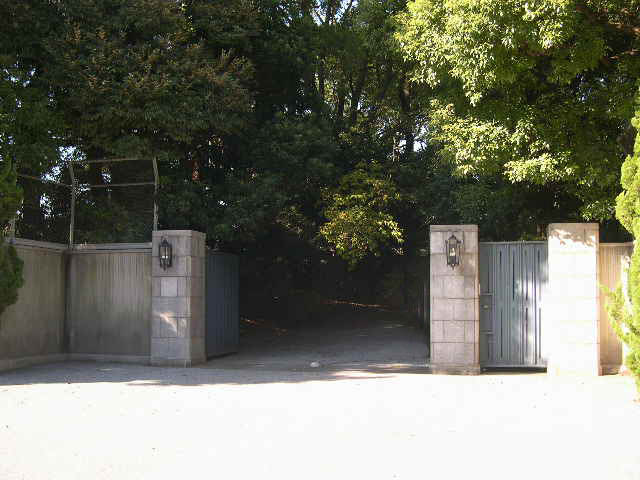
2020年3月31日、上皇上皇后夫妻が転居した、港区にある仙洞仮御所（旧：高輪皇族邸）正門
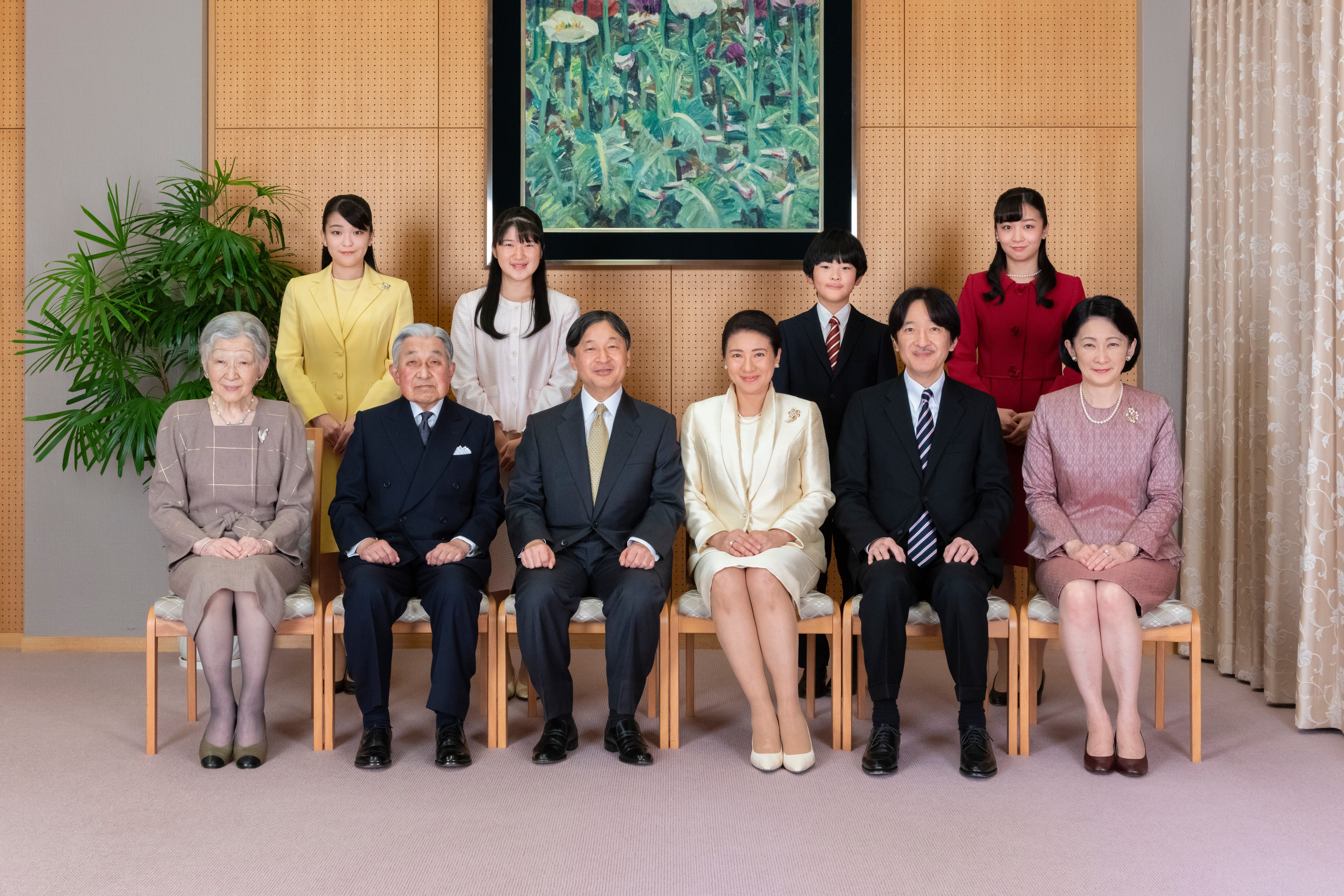
2021年1月に公開された天皇一家、上皇夫妻、秋篠宮一家の集合写真

## 年譜

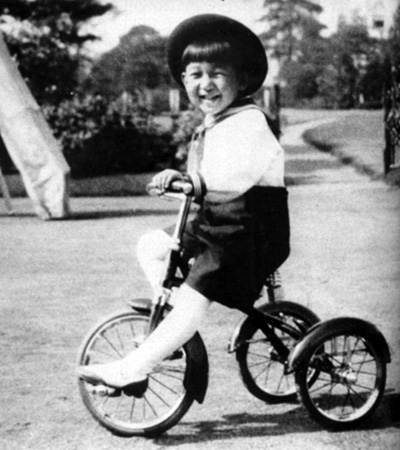
1938年（昭和13年）10月、三輪車を漕ぐ幼少期の皇太子明仁親王（当時）

- 1933年（昭和8年）12月23日午前6時39分、宮城（現・皇居）内産殿にて誕生。昭和天皇、香淳皇后第5子にして初の皇子（第1皇男子）。
- 1940年（昭和15年）に学習院初等科に入学。
- 1944年（昭和19年）、第二次世界大戦の戦火の拡大により疎開。
- 1952年（昭和27年）11月10日、皇居仮宮殿表北ノ間にて立太子の礼並びに成年式。同日、大勲位に叙され、菊花大綬章を授与される。
- 1953年（昭和28年）3月30日から同年10月12日までイギリスへ初の外国渡航・外遊。道中、14か国にお立ち寄り[注釈 9]。
  - 同年6月2日、名代としてエリザベス2世英国女王戴冠式へ台臨。
  - 同年6月6日、エプソム競馬場にてエリザベス2世女王の隣席でダービー観戦。
- 1959年（昭和34年）
  - 1月14日、正田美智子との納采の儀（婚約）。
  - 4月10日、皇太子明仁親王と正田美智子の結婚の儀。
- 1960年（昭和35年）2月23日に第1子、第1皇男子浩宮徳仁親王誕生。
- 1965年（昭和40年）11月30日、第2子、第2皇男子礼宮文仁親王誕生。
- 1969年（昭和44年）4月18日、第3子、第1皇女子紀宮清子内親王誕生。
- 1975年（昭和50年）、沖縄県訪問。沖縄国際海洋博覧会に出席。ひめゆりの塔事件起こる。
- 1989年（昭和64年/平成元年）
  - 1月7日午前6時33分、父・昭和天皇崩御。直ちに第125代天皇に即位。即位の礼最初の儀式・剣璽等承継の儀に臨む。「昭和」最後の日。
  - 1月8日、「平成」に改元。
  - 1月9日、即位後朝見の儀。即位後初めて「おことば」を発する。
  - 2月24日、昭和天皇斂葬の儀。新宿御苑において国葬・大喪の礼に臨む。
- 1990年（平成2年）
  - 11月12日、皇居宮殿正殿にて即位の礼の中心的儀式・即位礼正殿の儀挙行。祝賀御列の儀。
  - 11月22日・23日、大嘗祭の中心的儀式・大嘗宮の儀斎行。
- 1991年（平成3年）2月23日、長男・皇太子徳仁親王の立太子の礼挙行。
- 1992年（平成4年）10月、中華人民共和国訪問。
- 1999年（平成11年）、在位10年を迎える。11月20日、「御即位十年をお祝いする国民祭典」開催。
- 2000年（平成12年）
  - 6月16日、母・香淳皇后（皇太后良子）崩御。
  - 7月25日、香淳皇后斂葬の儀。
- 2005年（平成17年）11月12日、長女・紀宮清子内親王と黒田慶樹が結婚。内親王皇籍離脱（黒田清子）。
- 2009年（平成21年）、在位20年を迎える。11月12日、政府主催の「御在位二十年記念式典」・民間主催の「御即位二十年をお祝いする国民祭典」開催。
- 2011年（平成23年）3月16日、東日本大震災に関し、ビデオメッセージを放送。
- 2016年（平成28年）
  - 7月13日、NHKなどが、天皇明仁が「生前退位」を望んでいると報道[76]。
  - 8月8日、退位報道に関し、ビデオメッセージ（『象徴としてのお務めについての天皇陛下のおことば』）公表。退位の意向をにじませる。
- 2017年（平成29年）
  - 6月9日、天皇の退位等に関する皇室典範特例法成立。6月16日、公布。
  - 12月1日、皇室会議において、退位の日が2019年（平成31年）4月30日に決定。
- 2019年（平成31年/令和元年）
  - 在位30年を迎える。2月24日、政府主催の「天皇陛下御在位三十年記念式典」が、美智子との成婚60周年を迎えた同年4月10日には「天皇陛下御即位三十年奉祝感謝の集い」が開催された。
  - 4月1日、新元号「令和」公表。元号を改める政令公布。
  - 4月30日、皇居宮殿正殿にて退位の礼挙行。天皇の退位等に関する皇室典範特例法が施行され、この日限り退位。「平成」最後の日。
  - 5月1日午前0時、長男・皇太子徳仁親王が第126代天皇に即位。「令和」に改元。明仁は上皇となる（光格天皇以来、約200年ぶり）。
- 2020年（令和2年）1月2日、妻・上皇后美智子と共に退位後初めて新年一般参賀に姿を見せる。

## 逸話

### 青年以降、皇太子時代

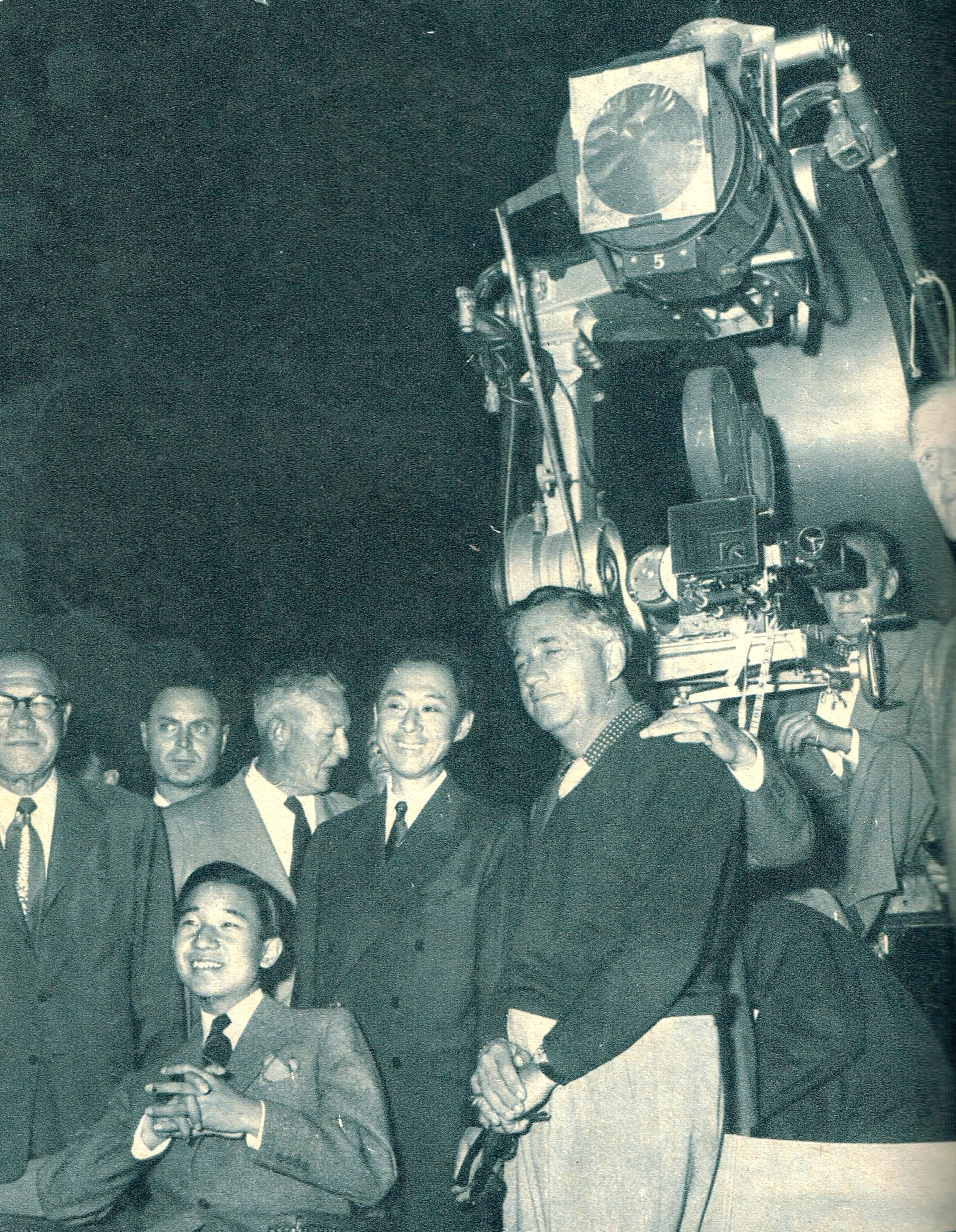
皇太子時代のMGM撮影所見学、1953年（昭和28年）

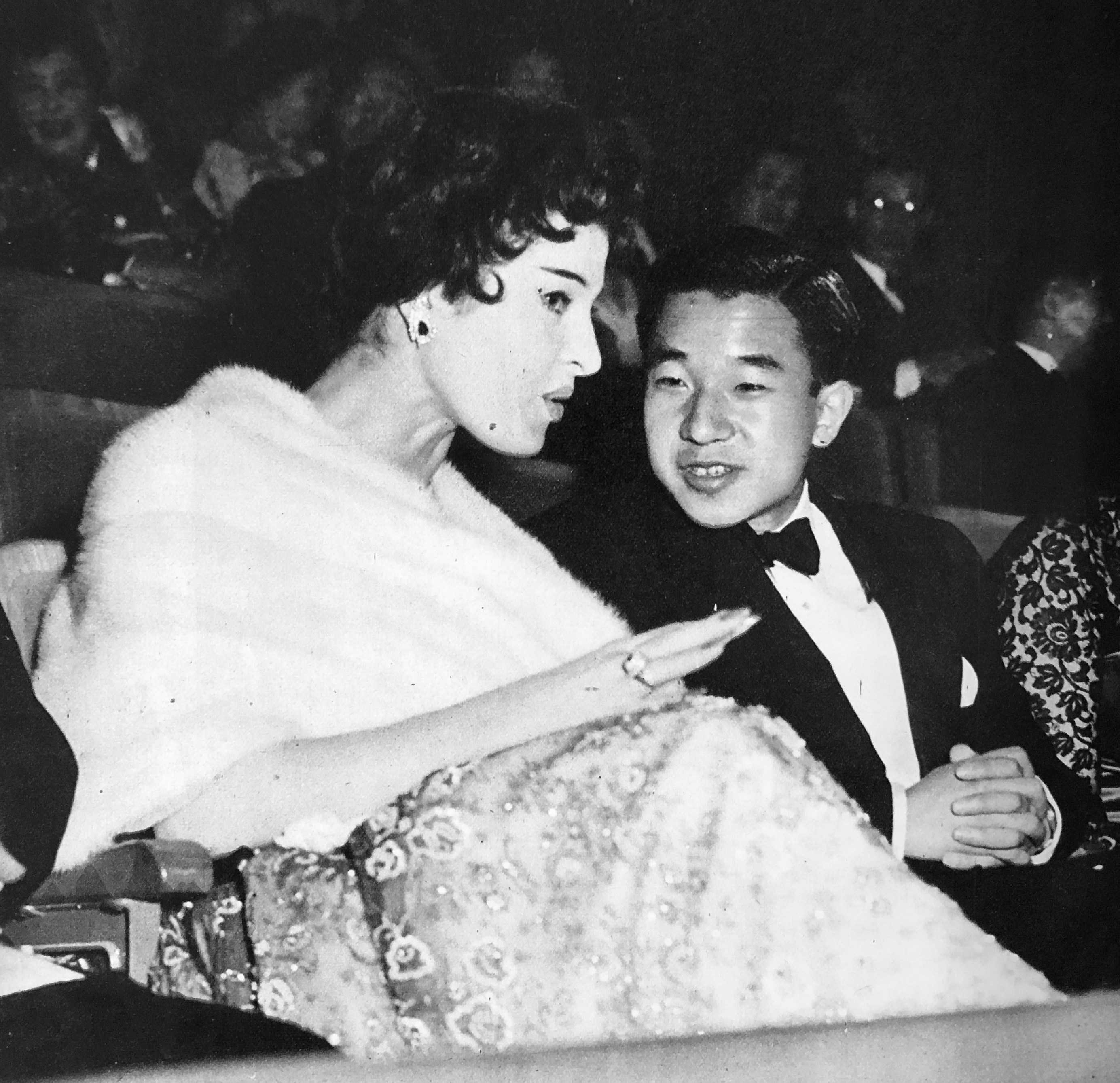
1955年4月7日から13日にかけて、イタリア大使館とウニタリア・フィルム主催の「第1回イタリア映画祭」が東京都と大阪府で開かれた。皇太子明仁は初日に上映された『ナポリの饗宴』をシルヴァーナ・パンパニーニとともに東京宝塚劇場で観劇した。

皇太子時代「第38回毎日庭球選手権大会」にて、1959年（昭和34年）9月

- 1953年（昭和28年）6月2日のエリザベス2世英国女王戴冠式への台臨のために同年3月30日から同年10月12日まで外遊、人生初の外国渡航。
  - 出発の際には、皇居から横浜港まで、小旗を持った100万人もの国民の祝賀を受けたという。また、テレビ開局以来初の大規模イベントとなり、各放送局が実況中継した[79]。
  - 大型客船プレジデント・ウィルソン号（アメリカン・プレジデント・ライン社所属、速度19ノット、排水量1万5395トン）に乗船した[80]。三島由紀夫も2年前に同船でハワイに向け出帆し世界旅行に出ている[81][注釈 10]。
  - イギリスでは、第二次世界大戦で敵対国であった記憶はいまだ褪せておらず、1953年（昭和28年）6月2日のウェストミンスター寺院でのエリザベス2世の戴冠式[注釈 11] に参列した際は13番目の席次（前列中央の座席で、隣席はネパール王子）を与えられたが、エリザベス2世女王との対面まで長時間待機させられた。また女王は、日本の皇太子と握手は交わしたが視線は交わさなかった[79]。
- 半年にわたって外遊した結果、単位不足で進級できず留年を回避するため、学習院大学政治学科をやむなく中途退学し、その後は聴講生として大学に在籍し続けた。聴講生となって以降は例外なく皇族としての特権なども許容されず、クラブ活動にも原則として参加できなかった[82]。宮内庁は、学歴を「学習院大学教育ご修了」としている。なお学習院高等科出身者以外の政治学科同級生に両国高校から現役進学した後の日本会議国会議員懇談会初代会長島村宜伸がいる。島村は1956年（昭和31年）3月に政治学士となり、39年5か月後の1995年（平成7年）8月に村山改造内閣で初入閣して文部大臣の認証を受けている。
- 1959年（昭和34年）4月10日の結婚の儀の記念切手では、4種のうち10円と30円で皇太子妃と一緒の肖像[注釈 12]が発行された。また切手は郵政省から皇室と正田家に「皇太子御成婚記念切手帖」が献上されている[注釈 13]。
- 皇太子時代の1960年（昭和35年）に日米修好100年祭記念でアメリカ合衆国を訪問[83]。イリノイ州のシカゴ市長により寄贈されたミシシッピ川水系原産のブルーギルを日本に持ち帰り、水産庁の研究所に寄贈した。これは当時の貧しい食糧事情を思ってのことであったが、国内で異常繁殖したブルーギルは在来種の水生昆虫や魚卵・仔稚魚を捕食して日本固有の生態系を破壊する結果となった。2007年（平成19年）、滋賀県大津市で開かれた全国豊かな海づくり大会で「外来魚の中のブルーギルは50年近く前、私が米国より持ち帰り、水産庁の研究所に寄贈したものであり、当初、食用魚としての期待が大きく、養殖が開始されましたが、今、このような結果になったことに心を痛めています[84]」と異例の（自己批判を意味する）発言を行い、会場では驚きの声が上がった。この発言は本人の意向によりなされたもので、当初の原稿はより謝罪の色合いの強いものであったが、「ここまで謝罪する必要はないのでは」との地元からの意見もあり、式典前に改められていた[85]。

### 天皇時代
- 父の昭和天皇崩御にあたり、相続税4億2800万円を納めた[86]。また、皇居のある千代田区には住民税を納めている[86]。
- 1991年（平成3年）に雲仙普賢岳噴火の際には、被災地を見舞う。
- 2008年（平成20年）9月8日、新潟県中越地震の被災地を見舞うための行幸の折、被害が甚大であった被災当時の山古志村（現・長岡市山古志）を視察。その後、山古志の被災者と懇談し、励ましの言葉をかけた。また、中越地震発生4日後に救出された男児（当時2歳）が無事に成長していることを知り、その成長を喜んだ[87]。
- 2002年（平成14年）2月20日、チェロの師・清水勝雄が死去。その夜、皇后美智子のピアノ伴奏に合わせて演奏を行い、故人を偲んだ[88]。
- 2003年（平成15年）3月19日、「日本化学会創立125周年記念式典」に皇后美智子、常陸宮正仁親王と共に出席した[89]。
- 2005年（平成17年）6月28日、サイパン島訪問の際には当初の予定に含まれていなかった「韓国・朝鮮人慰霊碑（追悼平和塔）」に皇后美智子を同伴で立ち寄った。これは天皇の配慮だったとされている[90]。
- 2008年（平成20年）11月8日、先代の昭和天皇同様、「慶應義塾大学創立150周年記念式典」に皇后美智子と共に夫妻で出席し「おことば」を述べた[91]。
- 2011年（平成23年）3月11日発生の東北地方太平洋沖地震（東日本大震災）については前述のように、異例の「ビデオメッセージ」を全日本国民向けに送ったほか、各地の避難所を皇后美智子と共に巡幸啓している[92]。
  - 後年、震災発生時の菅直人政権が、当時天皇在位中であった明仁（上皇）らに「京都か京都以西に避難するよう」非公式に打診していたと、元政権幹部が2020年（令和2年）12月29日までに証言した。宮内庁側は上皇の意向として「国民が避難していないのに、あり得ない」と伝え、菅直人政権側は断念したと伝えられた[93]。
- 2013年（平成25年）4月15日、即位後初めて定例の静養や公的行事ではない1泊2日の私的旅行として皇后美智子と共に長野県千曲市にある「あんずの里」に行幸啓した[94]。同年7月には福島県に行幸した。その後、年2回程度私的旅行が行われている。2014年（平成26年）5月には栃木県渡良瀬遊水地など、同年9月には青森県八戸市、2015年（平成27年）6月には宮城県刈田郡蔵王町の北原尾[95]、同年7月には福島県の復興公営住宅、2016年（平成28年）11月には愛知県入鹿池[96][97]、2017年（平成29年）9月には埼玉県日高市の高麗神社、渋沢栄一生地などを巡幸している[98]。

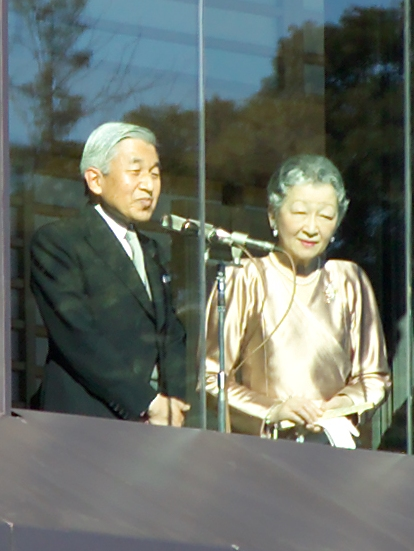
2005年（平成17年）12月23日、東京都千代田区・皇居での天皇誕生日一般参賀にて
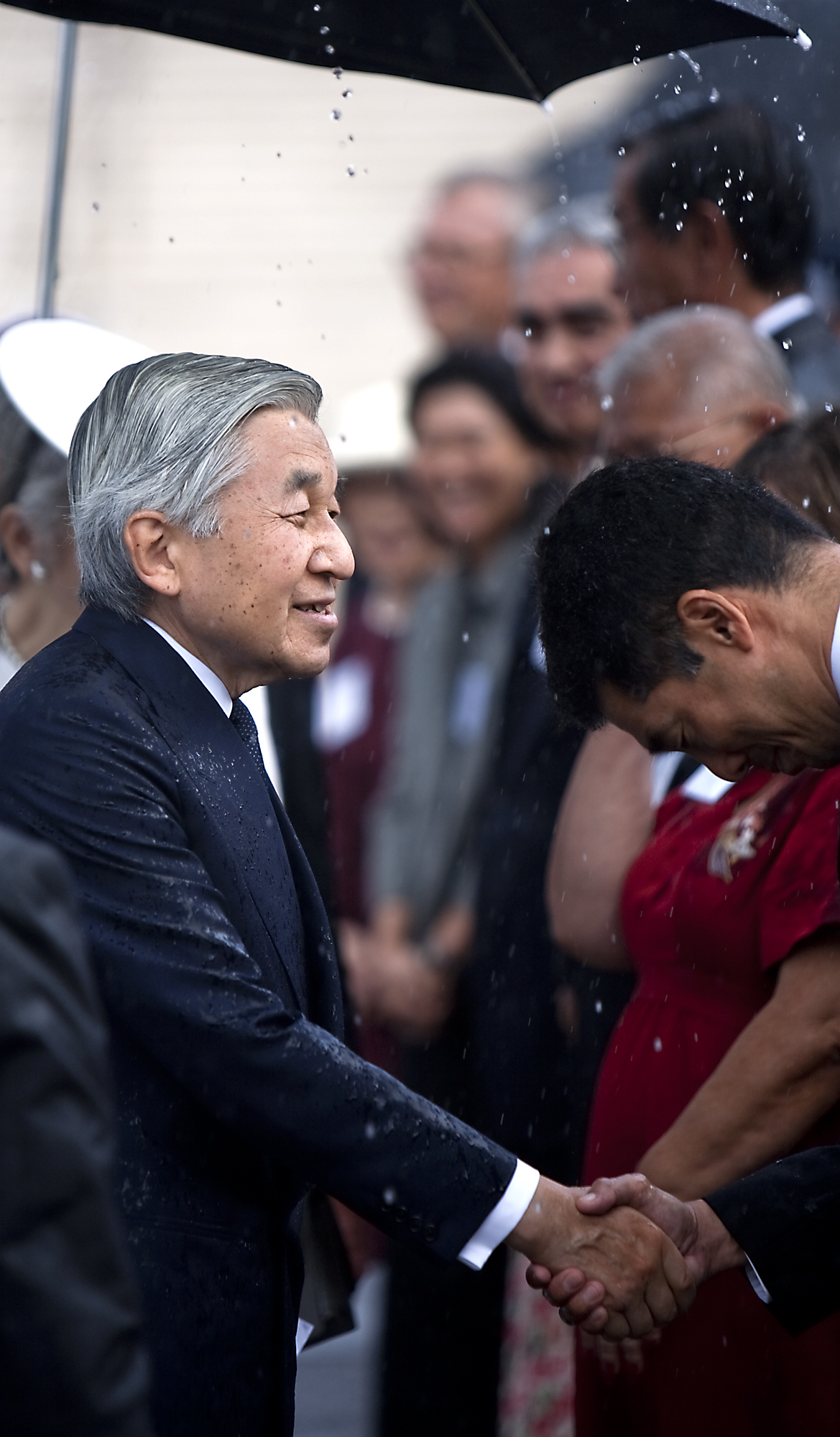
2009年（平成21年）7月15日、米国ハワイ州ホノルル市にて
- 2010年（平成22年）1月2日、東京都千代田区・皇居における、国民への新年一般参賀での「お言葉」

### 人物に関するもの
- 高校生時代のエピソードとして、銀ブラ事件が有名である。学習院高等科3年の試験が終わった日、学友の橋本明、千家崇彦と3人で周囲の目を盗んで、東京・銀座の町をぶらついた。高級喫茶店「花馬車」で橋本の交際関係であった女性と合流し、皆で所持金を出し合い、一杯99円のコーヒーを飲み、洋菓子屋「コロンバン」でアップルパイと紅茶を楽しんだが、ほどなく発見される。連れ出した学友は、警察と皇室関係者に叱責されたという。
- 上述の銀ブラをはじめとする高等科時代のエピソードを基に、同級生だった藤島泰輔が皇太子に捧げて書いた[99]小説が『孤獨の人』（1956年）である。同作は発売前からマスコミに取り上げられ、映画化もされた。一方、戦後の日本において、若く清新な「新生日本」にふさわしいともてはやされた皇太子の実像が、学友たちの権力争いの道具となり宮内庁職員らの窮屈な支配に諦めを抱く存在として描かれたことで、その人気は結婚によるミッチー・ブームが起こるまで陰りを見せた。背景には逆コースと呼ばれた民主化に逆行する風潮への批判があり、日本社会党は国会でこの小説を取り上げ、宮内庁への批判を展開した[100]。
- 経済学者の関根友彦元ヨーク大学教授は学習院初等科からの同級生で、特に中等科時代に親しく交流したという[101][102]。
- 靖国神社には皇太子時代に5回参拝しているが、即位後は親拝していない。一方で靖国神社の元宮司である南部利昭には、宮司就任前に「靖国のこと、頼みます」と声をかけている[注釈 14]。
- 即位後の園遊会で水木しげるに「『ゲゲゲの女房』を見ましたが、絵をかくのは大変そうですね」と声をかけた[103]。
- ドナルド・キーンは、桃山時代に日本に来た宣教師が「世界でもっともおいしいパンは、江戸で焼かれたものだ」と記録に残しているという話をしたときに、明仁から「それは、ヨーロッパにはない麦で焼いたから、おいしく感じたのではないですか」と予想外の答えを受け驚いたと語る。対談相手の工藤美代子は、日清製粉創業家の正田家出身の美智子のおかげではないかとしている[104]。
- 天皇即位式で、「ニホンコク憲法」と読み上げた（竹下登首相は「ニッポンコク憲法」と発音した）[105]。
- 皇居がある千代田区は、2011年（平成23年）3月11日に発生した東北地方太平洋沖地震（東日本大震災）に伴う計画停電の対象外地域であったが、「国民と困難を分かち合いたい」とする天皇の意向により、皇居は停電時間に合わせ電源を落とした[106]。計画停電の実施が終了した後も計画停電発表終了までこの「自主停電」を続けたという[107]。
- 2011年7月29日から8月10日、アメリカの調査会社GfKとAP通信が、日本全国の成人1000人を対象に電話で行った世論調査では、各国の元首や首脳についての設問で、天皇は「好き」を70%獲得し、オバマ米大統領（同41%）などを大きく抑えて1位であった[108]。

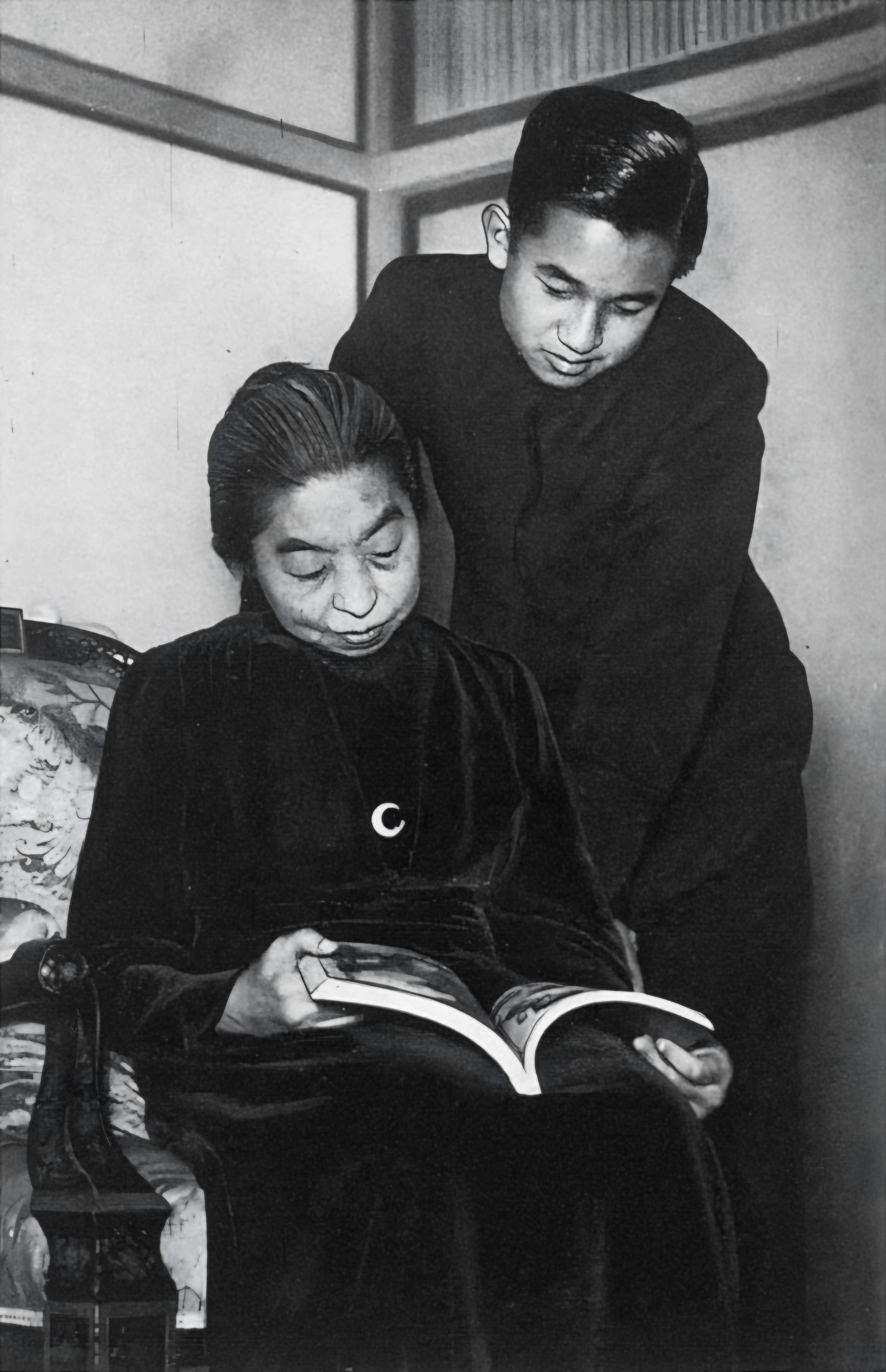
1949年（昭和24年）、祖母・皇太后節子（後の貞明皇后）と共に
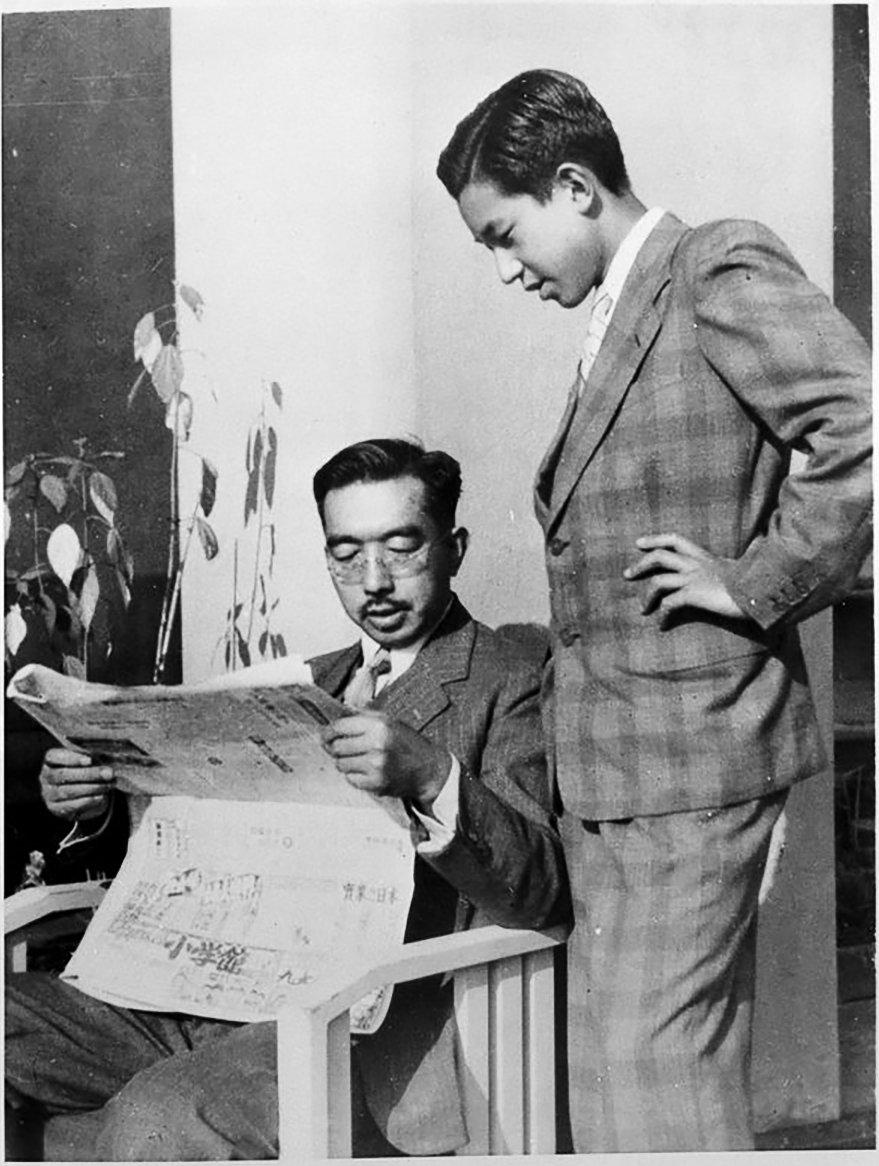
1952年（昭和27年）、父・昭和天皇と共に

#### 乗り物に関すること

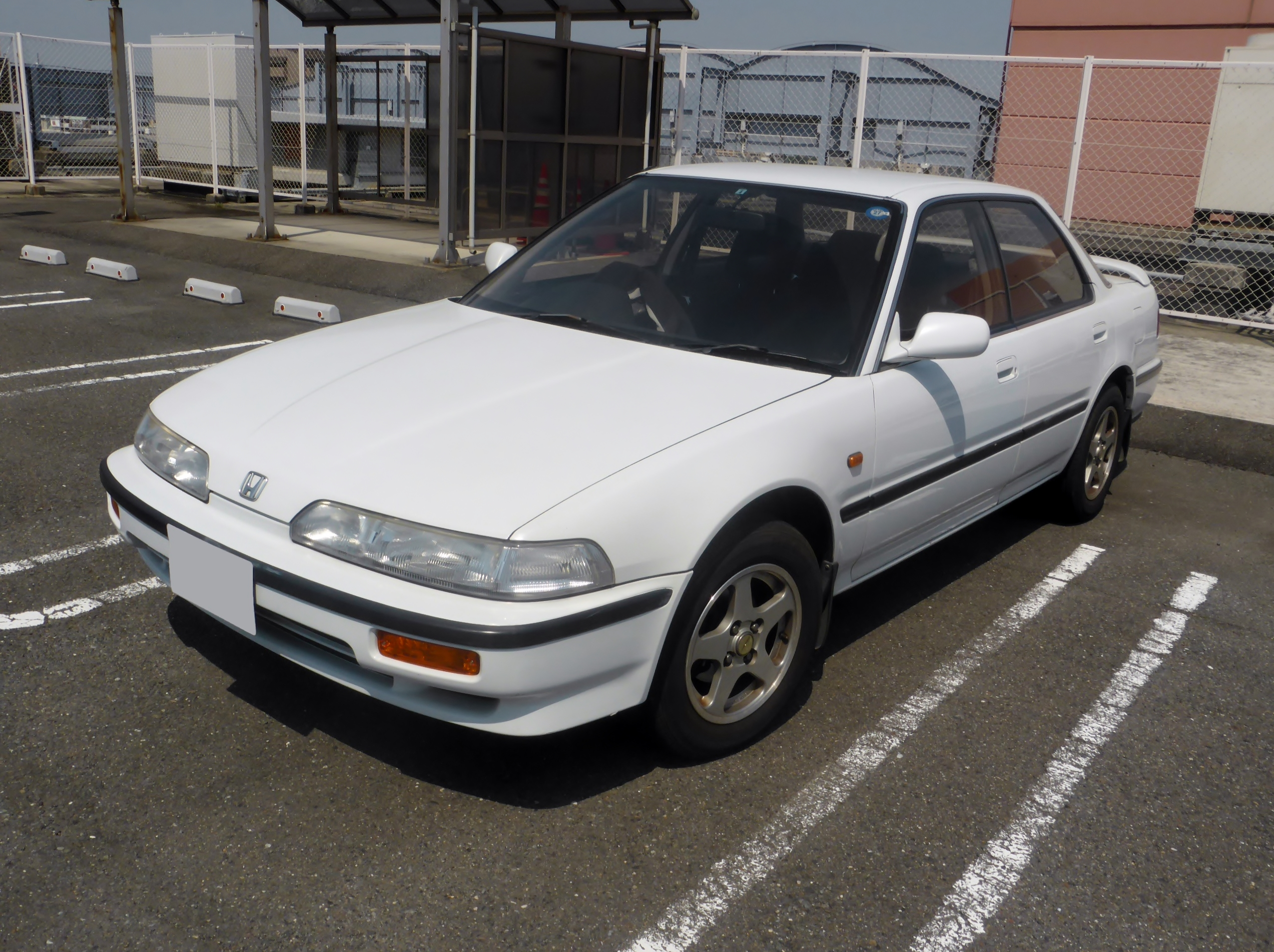
2016年現在使用している2代目インテグラ

- 1953年（昭和28年）、皇太子は葉山において学友の所有するアルファロメオ・1900を運転している。この車は、当時最先端の高性能車であった。このドライブでは、車の所有者の学友が助手席に座り、護衛または侍従が後部座席に収まり、皇太子が実際に運転している[109]。
- 2018年（平成30年）時点、プライベートで運転するのは1991年（平成3年）製のグレーメタリックのホンダ・インテグラ（DA7・4ドアハードトップRX前期型・MT）[110]。皇居内を移動する際に運転しており、現在は一般公道を走行することはないという[111]。法令に基づき、2007年（平成19年）以降3年ごとに高齢者講習を受講の上運転免許を更新していたが、2016年（平成28年）の更新を最後にした[112]。
- カナダ空軍のビクトリア基地において軍用機のコクピットに座ったこともあり、写真が残されている。またビクトリアからバンクーバーまではこの空軍機で移動した。同機の機長だったデーブ・アダムソン中佐とは2009年（平成21年）のカナダ訪問の際に再会し、「あなたのことはよく覚えています」と旧交を温めていた[113]。

##### 日産自動車（主に旧プリンス自動車）とのかかわり

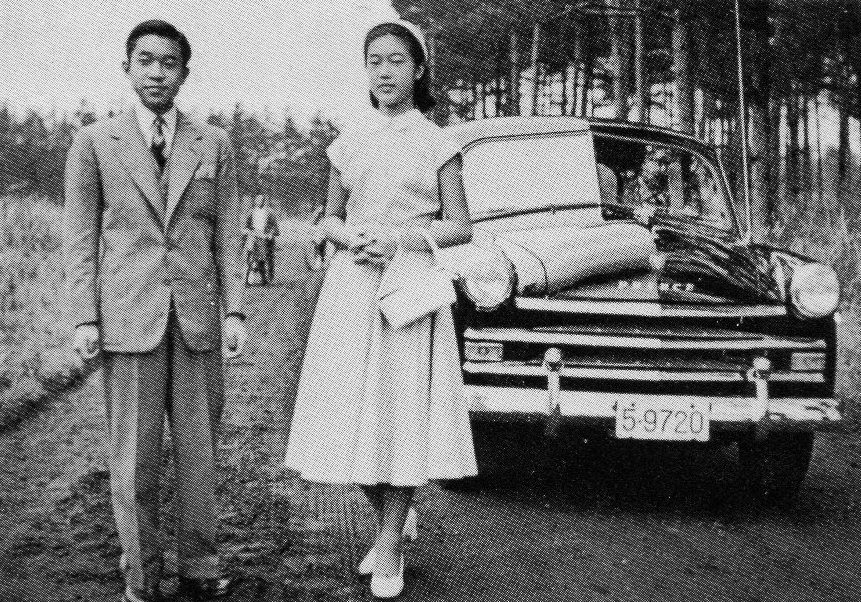
1954年（昭和29年）、妹・清宮貴子内親王（右）と、皇太子のプリンス・セダンの前にて

成婚前にはしばしば、成婚後もしばらくの間、愛車でドライブを楽しんでおり、国産車では1954年に献上されたプリンス自動車（現：日産自動車）のプリンス・セダン（後年、日産自動車に返還され現存）以降、天皇即位後にホンダ・インテグラに乗り換えるまで、通算9台のプリンス車を用いた。その中にはプリンスの試作1900ccエンジンを先行搭載した初代スカイラインや、高級車「グランド・グロリア」の後席スペースを100mm延長した特注車も含まれていた。なおこのグロリアのストレッチ仕様車は、標準車のスペースでは「私はよいのですが美智子が…」という皇太子妃への気配りにより特別生産された。
- その他、プリンスが納入した公用車については、同様に妃への気配りから「サイドシル（車体側面・ドア部分の敷居）をもっと低くできないか」（乗り降りをしやすくするため）という質問も出している。プリンス側では、後席シート座面を低く下げ、天井内張りの厚みを薄くすることで乗り降りのしやすさを改善した[114]。

### ゆかりの地

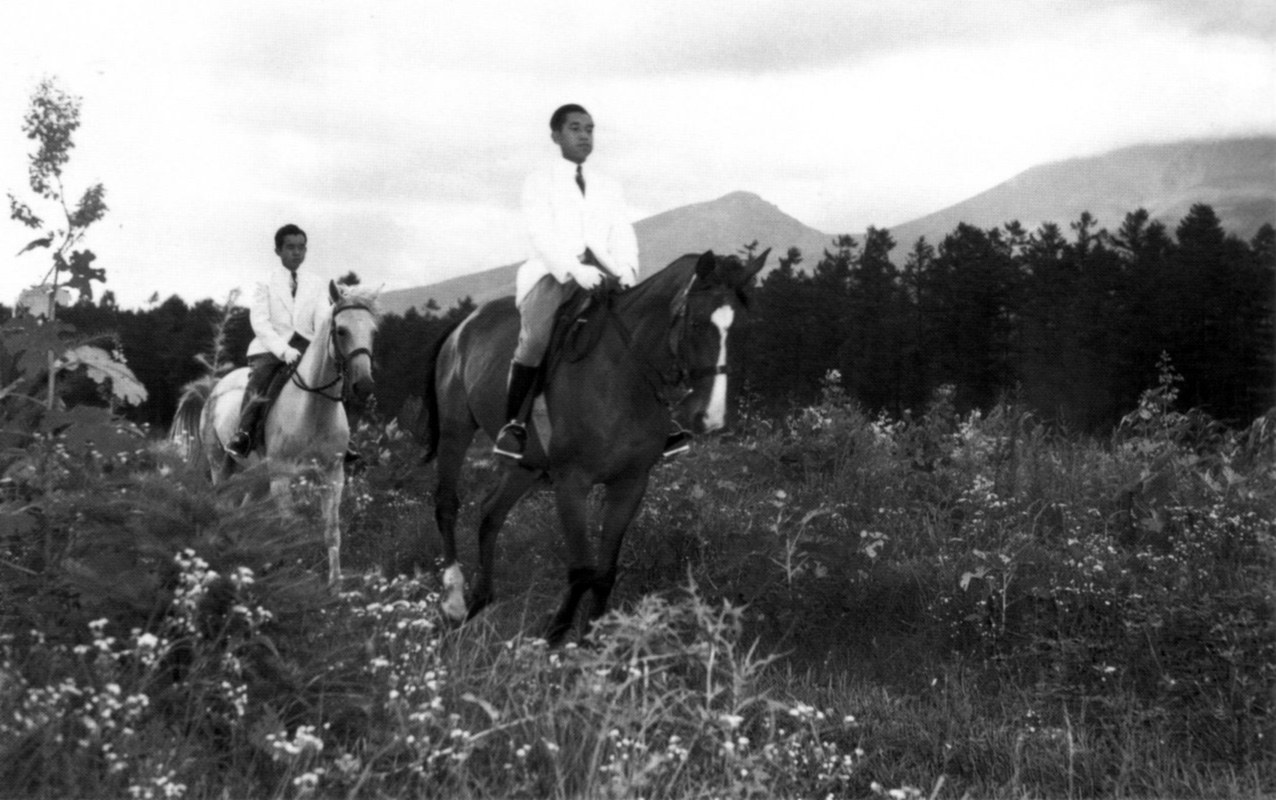
1952年（昭和27年）、弟・正仁親王と共に軽井沢で乗馬を楽しむ明仁親王（手前）

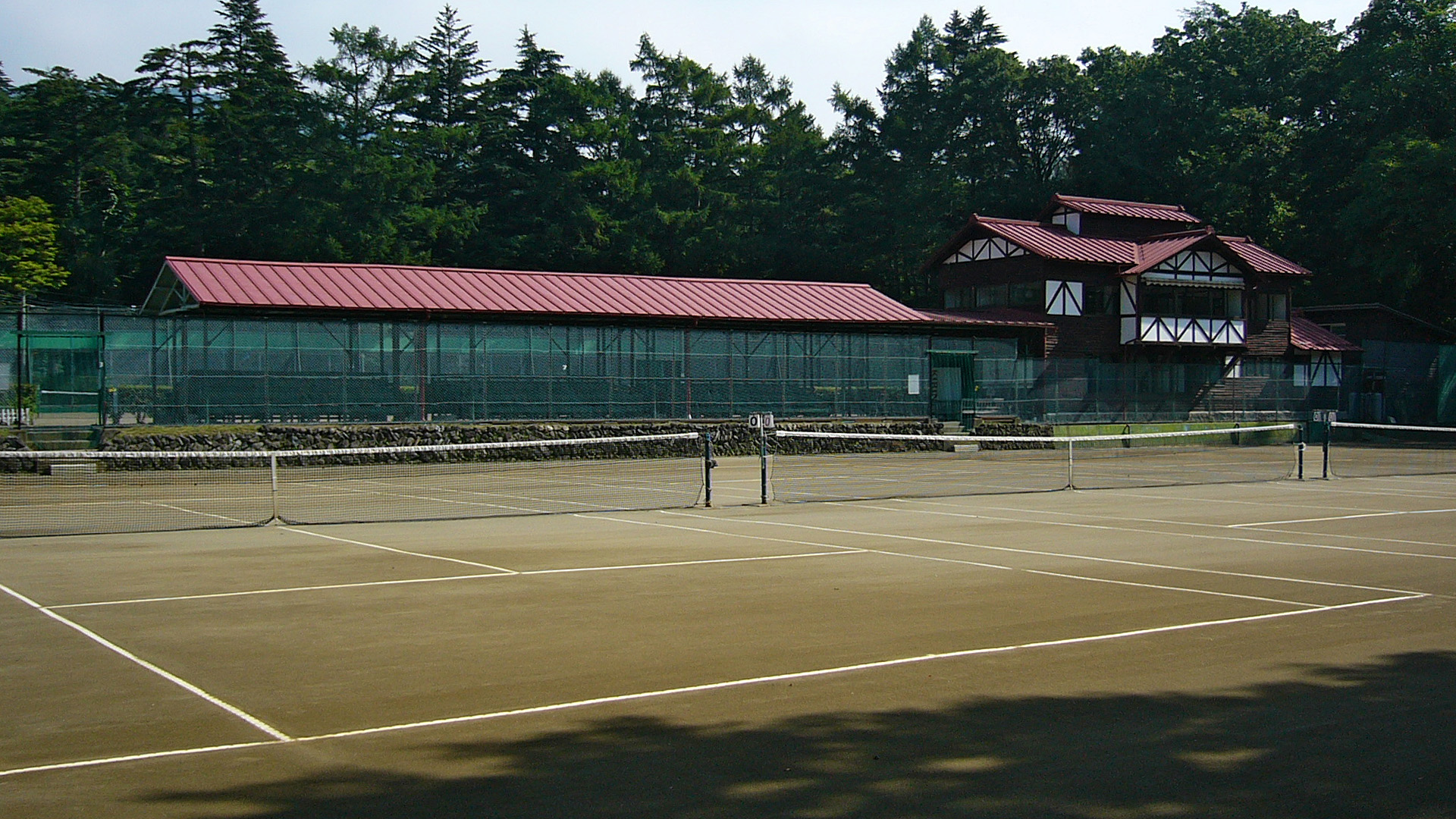
長野県軽井沢にある軽井沢会テニスコート。1957年（昭和32年）夏、明仁はこの場所で美智子と初めて出逢った

皇室には、皇居以外の長期滞在場所として各地に御用邸が存在するが、皇太子時代の明仁は御用邸ばかりを利用していなかった点で、父・昭和天皇と大きく異なっている。それは、1949年夏、英語を教えていたエリザベス・ヴァイニングが滞在していた避暑地・長野県軽井沢を訪れたのが縁で、翌50年から毎年夏に軽井沢に滞在するようになったためである。
1949年の初滞在時には三井財閥の別荘に滞在したが、翌年からは「千ヶ滝プリンスホテル」（朝香宮鳩彦王の元別荘）を定宿とし、1964年以降同ホテルは一般客の宿泊を受け入れず皇室専用としたため、事実上の「軽井沢御用邸」となった。しかし天皇即位後の1990年以降はこのホテルを利用しておらず、滞在先は非公開となった。
后妃・美智子と軽井沢のテニスコートで初めて出逢ったのも両者が同地にそれぞれ避暑滞在していたためであり、成婚後は徳仁ら皇子女を連れて家族としての思い出を育むなど、夫妻にとって特別な場所となった軽井沢には、上皇に即位した現在に至ってもなお毎年夏になると夫妻で滞在するのが恒例となっている。
なお、義娘である雅子も美智子と同様に軽井沢に実家の別荘があり幼少期から滞在しているなど、軽井沢と皇室のゆかりは深い。

### 発言
- 「さきに、日本国憲法及び皇室典範の定めるところによって皇位を継承しましたが、ここに「即位礼正殿の儀」を行い、即位を内外に宣明いたします。このときに当たり、改めて、御父昭和天皇の六十余年にわたる御在位の間、いかなるときも、国民と苦楽を共にされた御心を心として、常に国民の幸福を願いつつ、日本国憲法を遵守し、日本国及び日本国民統合の象徴としてのつとめを果たすことを誓い、国民の叡智とたゆみない努力によって、我が国が一層の発展を遂げ、国際社会の友好と平和、人類の福祉と繁栄に寄与することを切に希望いたします」
  - 1990年（平成2年）11月12日、即位礼正殿の儀にて[117]。
- 「日本国憲法で、天皇は日本国の象徴であり日本国民統合の象徴であると規定されています。この規定と、国民の幸せを常に願っていた天皇の歴史に思いを致し、国と国民のために尽くすことが天皇の務めであると思っています。天皇の活動の在り方は、時代とともに急激に変わるものではありませんが、時代とともに変わっていく部分もあることは事実です」
  - 1998年（平成10年）12月18日、誕生日に際する記者会見にて[118]。
- 「私自身としては、桓武天皇の生母が百済の武寧王の子孫であると続日本紀に記されていることに韓国とのゆかりを感じています。」
  - 2001年（平成13年）12月18日、誕生日に際する記者会見にて[119]。
  - この発言は内外の興味を強く引き、韓国においても大々的に報道された。桓武天皇#天皇明仁の発言も参照。
- 「私にとっては沖縄の歴史を紐解くということは島津氏の血を受けている者として心の痛むことでした。しかし、それであればこそ沖縄への理解を深め、沖縄の人々の気持ちが理解できるようにならなければならないと努めてきたつもりです。沖縄県の人々にそのような気持ちから少しでも力になればという思いを抱いてきました」
  - 2003年（平成15年）12月18日、誕生日に際する記者会見にて[120]。
  - 母方の祖母・俔子妃が島津家の出身である。島津家を藩主とする薩摩藩は江戸時代の琉球侵攻後、現在の沖縄県にあたる琉球王国を実質的に支配した歴史がある。
- 「やはり、強制になるということではないことが望ましいですね」
  - 2004年（平成16年）10月28日、秋の園遊会にて、東京都教育委員の米長邦雄の「日本中の学校に国旗を掲げ、国歌を斉唱させるのが私の仕事です」という発言に対して。
- 「皇太子の記者会見の発言を契機として事実に基づかない言論も行われ、心の沈む日も多くありました」- 人格否定発言を受けて
  - 2004年（平成16年）、誕生日に際する文書回答より[121]。
- 「日本は昭和の初めから昭和20年の終戦までほとんど平和な時がありませんでした。この過去の歴史をその後の時代とともに正しく理解しようと努めることは日本人自身にとって、また日本人が世界の人々と交わっていく上にも極めて大切なことと思います」
- 「皇室の中で女性が果たしてきた役割については、私は有形無形に大きなものがあったのではないかと思いますが、（中略）私の皇室に対する考え方は、天皇および皇族は、国民と苦楽を共にすることに努め、国民の幸せを願いつつ務めを果たしていくことが（中略）、皇室の伝統ではないかと考えているということです」
  - 以上、2005年（平成17年）12月19日、誕生日に際する記者会見にて[122]。
- 「これからの日本の教育の在り方については関係者が十分に議論を尽くして、日本の人々が自分の国と自分の国の人々を大切にしながら世界の国の人々の幸せに心を寄せていくように育っていくことを願っています。戦前のような状況になるのではないかということですが、戦前と今日の状況では大きく異なっている面があります。（中略）1930年から1936年の6年間に要人に対する襲撃が相次ぎ、総理または総理経験者4人（濱口雄幸、犬養毅、高橋是清、斎藤実）が亡くなり、さらに総理1人（岡田啓介）がかろうじて襲撃から助かるという、異常な事態が起こりました。そのような状況下では議員や国民が自由に発言することは非常に難しかったと思います。先の大戦に先立ち、このような時代のあったことを多くの日本人が心にとどめ、そのようなことが二度と起こらないよう日本の今後の道を進めていくことを信じています。」- 在日外国報道協会代表質問「教育基本法改正に伴い愛国心の表現を盛り込むことが、戦前の国家主義的な教育への転換になるのでは」に対して。
  - 2006年（平成18年）6月6日、シンガポールおよびタイ王国訪問前の記者会見にて[123]
- 「残念なことは、愛子は幼稚園生活を始めたばかりで、風邪をひくことも多く、私どもと会う機会が少ないことです。（中略）いずれ会う機会が増えて、打ち解けて話をするようになることを楽しみにしています」
  - 2006年（平成18年）12月20日、誕生日に際する記者会見にて[124]。
- 「皇太子妃が病気の今、家族が皆で、支えていくのは当然のことです。私も、皇后も、将来重い立場に立つ皇太子、皇太子妃の健康を願いつつ、2人の力になっていきたいと願っています」
  - 2008年（平成20年）12月23日、誕生日に際する文書回答にて[125]。
- 「大日本帝国憲法下の天皇の在り方と日本国憲法下の天皇の在り方を比べれば、日本国憲法下の天皇の在り方の方が天皇の長い歴史で見た場合、伝統的な天皇の在り方に沿うものと思います」
- 「2人のそれぞれの在り方についての話し合いも含め、何でも2人で話し合えたことは幸せなことだったと思います。皇后はまじめなのですが、面白く楽しい面を持っており、私どもの生活に、いつも笑いがあったことを思い出します。（中略）結婚によって開かれた窓から私は多くのものを吸収し、今日の自分を作っていったことを感じます。結婚50年を本当に感謝の気持ちで迎えます。」
  - 以上、2009年（平成21年）4月8日、結婚満50年に際する記者会見にて[126]。
- 「今日の世界は決して平和な状態ではあるとはいえません。明るい面として考えられるのは、世界がより透明化し、多くの人々が事実関係が共有できるようになったことです。拉致の問題も、それが行われた当時は今と違って、日本人皆が拉致を事実として認識することはありませんでした。このため拉致が続けられ、多くの被害者が生じたことは返す返すも残念でした。それぞれの家族の苦しみはいかばかりであったかと思います」
- 「皇位継承の制度にかかわることについては、国会の論議にゆだねるべきであると思いますが、将来の皇室の在り方については、皇太子とそれを支える秋篠宮の考えが尊重されることが重要と思います。2人は長年私と共に過ごしており、私を支えてくれました。天皇の在り方についても十分考えを深めてきていることと期待しています」
  - 以上、2009年（平成21年）11月11日、即位20年に際する記者会見にて[127]。
- 「(公務の)負担の軽減は、公的行事の場合、公平の原則を踏まえてしなければならないので、十分に考えてしなくてはいけません。今のところしばらくはこのままでいきたいと考えています。私が病気になったときには、昨年のように皇太子と秋篠宮が代わりを務めてくれますから、その点は何も心配はなく、心強く思っています」
  - 2012年（平成24年）12月23日、誕生日に際する記者会見にて[128]。
- 「戦後、連合国軍の占領下にあった日本は、平和と民主主義を、守るべき大切なものとして、日本国憲法を作り、様々な改革を行って、今日の日本を築きました。戦争で荒廃した国土を立て直し、かつ、改善していくために当時の我が国の人々の払った努力に対し、深い感謝の気持ちを抱いています。また、当時の知日派の米国人の協力も忘れてはならないことと思います」
- 「天皇という立場にあることは、孤独とも思えるものですが、私は結婚により、私が大切にしたいと思うものを共に大切に思ってくれる伴侶を得ました。皇后が常に私の立場を尊重しつつ寄り添ってくれたことに安らぎを覚え、これまで天皇の役割を果たそうと努力できたことを幸せだったと思っています」
  - 以上、2013年（平成25年）12月23日、誕生日に際する記者会見にて[129]
- 「天皇の高齢化に伴う対処の仕方が、国事行為や、その象徴としての行為を限りなく縮小していくことには、無理があろうと思われます。また、天皇が未成年であったり、重病などによりその機能を果たし得なくなった場合には、天皇の行為を代行する摂政を置くことも考えられます。しかし、この場合も、天皇が十分にその立場に求められる務めを果たせぬまま、生涯の終わりに至るまで天皇であり続けることに変わりはありません。

天皇が健康を損ない、深刻な状態に立ち至った場合、これまでにも見られたように、社会が停滞し、国民の暮らしにも様々な影響が及ぶことが懸念されます。更にこれまでの皇室のしきたりとして、天皇の終焉に当たっては、重い殯（もがり）の行事が連日ほぼ２ヶ月にわたって続き、その後喪儀に関連する行事が、１年間続きます。その様々な行事と、新時代に関わる諸行事が同時に進行することから、行事に関わる人々、とりわけ残される家族は、非常に厳しい状況下に置かれざるを得ません。こうした事態を避けることは出来ないものだろうかとの思いが、胸に去来することもあります」
- 2016年（平成28年）8月8日、「象徴としてのお務めについての天皇陛下のおことば」にて。

- 「明年4月に結婚60年を迎えます。結婚以来皇后は、常に私と歩みを共にし、私の考えを理解し、私の立場と務めを支えてきてくれました。また、昭和天皇を始め私とつながる人々を大切にし、愛情深く3人の子供を育てました。振り返れば、私は成年皇族として人生の旅を歩み始めて程なく、現在の皇后と出会い、深い信頼の下、同伴を求め、爾来この伴侶と共に、これまでの旅を続けてきました。天皇としての旅を終えようとしている今、私はこれまで、象徴としての私の立場を受け入れ、私を支え続けてくれた多くの国民に衷心より感謝するとともに、自らも国民の一人であった皇后が、私の人生の旅に加わり、60年という長い年月、皇室と国民の双方への献身を、真心を持って果たしてきたことを、心から労いたく思います」
  - 2018年（平成30年）12月20日、誕生日に際する記者会見にて[131]
- 「今日をもち、天皇としての務めを終えることになりました。ただ今、国民を代表して、安倍内閣総理大臣の述べられた言葉に、深く謝意を表します。即位から30年、これまでの天皇としての務めを、国民への深い信頼と敬愛をもって行い得たことは、幸せなことでした。象徴としての私を受け入れ、支えてくれた国民に、心から感謝します。明日から始まる新しい令和の時代が、平和で実り多くあることを、皇后と共に心から願い、ここに我が国と世界の人々の安寧と幸せを祈ります」
  - 2019年（平成31年）4月30日、退位礼正殿の儀にて[132]。

## 病歴
- 1953年（昭和28年）12月に、結核の診断を受け、ストレプトマイシンやヒドラジッドなどの投薬が続けられ、1957年（昭和32年）年9月に、ほとんど治癒との判断がなされた[133]。
- 2003年（平成15年）1月に、前立腺がんの手術を受けて回復した[134]。
- 2008年（平成20年）12月に、不整脈を発症したが回復した[135][136]。
- 2011年（平成23年）11月に、気管支炎と肺炎の治療を受けて回復した[137]。
- 2012年（平成24年）3月に、心臓冠動脈のバイパス手術を受けて回復した[138]。
- 2022年（令和4年）7月に、弁膜症の一種である三尖弁閉鎖不全による右心不全と診断される[139]。
- 2025年（令和7年）5月に、無症候性心筋虚血と診断される[140]。

## 栄典

### 日本の栄典
- - 大勲位菊花章頸飾
- - 大勲位菊花大綬章
- - 勲一等旭日桐花大綬章
- - 勲一等瑞宝章
- - 文化勲章
- - 日本赤十字社特別社員
- - 日本赤十字社金色有功章

### 外国の栄典
| 国名               | 勲章名 |
| ------------------ | --- |
| アフガニスタン王国 | 最高位太陽勲章 |
| オーストリア       | オーストリア共和国功績勲章大星章 (Groß-Stern) |
| バーレーン         | アール・ハリーファ勲章頸飾 |
| ベルギー           | レオポルド勲章大綬章 (Grand Cordon/Grootlint) |
| ボツワナ           | 大統領勲章 |
| ブラジル           | 南十字星国家勲章大頸飾 |
| カンボジア         | カンボジア王室勲章大十字章 |
| カメルーン         | 武勇勲章大綬章 |
| チリ               | 功労勲章大頸飾 |
| コロンビア         | ボヤカ勲章大頸飾 |
| コートジボワール   | コートジボワール国家勲章大綬章 |
| チェコ             | 白獅子勲章1級章頸飾 |
| デンマーク         | エレファント勲章 （1953年8月8日） |
| エジプト           | ナイル勲章大頸飾 |
| エストニア         | テッラ・マリアナ十字勲章頸飾 |
| エチオピア帝国     | ソロモン勲章大頸飾 |
| フィンランド       | フィンランド白薔薇勲章大十字章（頸飾あり） |
| フランス           | レジオンドヌール勲章大十字章 (Grand-Croix) |
| ガンビア           | ガンビア共和国勲章大司令官章 (Grand Commander) |
| ドイツ             | ドイツ連邦共和国功労勲章特等大十字章 (Sonderstufe des Großkreuzes)                                                                                                   |
| ギリシャ           | 贖主勲章大十字章 |
| ハンガリー         | ハンガリー共和国国旗勲章, Grand Cross with Chain |
| アイスランド       | ファルコン勲章大十字星章付き頸飾 |
| インドネシア       | インドネシアの星勲章、勲一等 |
| アイルランド       | ダブリン市の自由 (ダブリン市長から贈られる) |
| イタリア           | イタリア共和国功労勲章頸飾付き大十字章 (Cavaliere di Gran Croce Decorato di Gran Cordone)                                                                            |
| ヨルダン           | アル＝フセイン・ビン・アリ勲章頸飾 |
| カザフスタン       | 金鷲勲章 |
| ケニア             | ケニア黄金心臓勲章 |
| クウェート         | ムバーラク大王勲章頸飾 |
| ラトビア           | 三星勲章, Commander Grand Cross with Chain |
| リベリア           | アフリカの星勲章 Knight Grand Band リベリア開拓者勲章大綬章 |
| リトアニア         | ヴィータウタス大公勲章黄金頚飾 |
| ルクセンブルク     | ナッサウ家黄金獅子勲章騎士章 |
| マラウイ           | 獅子勲章大司令官章 (Grand Commander) |
| マレーシア         | 王冠勲章 |
| マリ               | マリ国家勲章大綬章 |
| メキシコ           | アステカ鷲勲章大綬章 |
| モロッコ           | ムハンマド勲章大頸飾 |
| ネパール王国       | ラヤーニー勲章、勲爵士 (1960年4月19日) ビレンドラ・シャハ国王戴冠記念メダル (1975年2月24日)                                                                          |
| オランダ           | オランダ獅子勲章大十字章 |
| ナイジェリア       | 連邦共和国勲章, 大騎士 |
| ノルウェー         | 聖オーラヴ勲章頸飾付き大十字章 (Storkors) |
| オマーン           | オマーン勲章最高等級 |
| パキスタン         | パキスタン勲章、勲一等 |
| パナマ             | マヌエル・アマドール・ゲレーロ勲章, Gold Collar |
| ペルー             | ペルーの太陽勲章, Grand Cross in Brilliants |
| フィリピン         | 名誉軍団勲章, Chief Commander シカツナ勲章グランド・カラー ラカンデュラ勲章, Grand Collar                                                                            |
| ポーランド         | 白鷲勲章 |
| ポルトガル         | 剣のサンティアゴ軍事勲章大頸飾（1993年12月2日） エンリケ航海王子勲章大綬章（1998年5月12日）                                                                          |
| カタール           | 独立勲章頸飾 |
| サウジアラビア     | Badr Chain |
| セネガル           | セネガル獅子勲章, Collar |
| 南アフリカ         | 喜望峰勲章黄金大十字章（1995年7月4日） |
| スペイン           | 金羊毛勲章騎士章 カルロス3世勲章大十字章 (Gran Cruz) カルロス3世勲章頸飾 (Collar)                                                                                    |
| スウェーデン       | セラフィム勲章, Knight with Collar（1952年11月29日） |
| タイ               | ラーチャミトラーポーン勲章 大チャクリー勲章 プーミポン・アドゥンヤデート国王（ラーマ9世）即位60周年記念メダル                                                        |
| ウクライナ         | ヤロスラフ賢公勲章1級 |
| アラブ首長国連邦   | 首長国連邦勲章 |
| イギリス           | ガーター勲章外国人騎士章（騎士団員番号985、1998年） ロイヤル・ヴィクトリア勲章名誉ナイト・グランド・クロス章（1953年） 女王エリザベス2世戴冠式メダル（1953年6月2日） |
| ユーゴスラビア*    | ユーゴスラブ星勲章 |
| ザイール*          | 豹勲章, Grand Cordon |

## 系譜
|              |              |              |              |              |              |  |  |                |                |                |                |                |                |  |  |                |                |                |                |                |                |  |  |                |                |                |                |                |                |  |  |                |                |                |                |                |                |  |  |  |  |  |  |  |  |  |  |  |  |  |  |  |  |  |  |  |  |  |  |  |  |
| 122 明治天皇 |              |              |              |              |              |  |  |                |                |                |                |                |                |  |  |                |                |                |                |                |                |  |  |                |                |                |                |                |                |  |  |                |                |                |                |                |                |  |  |  |  |  |  |  |  |  |  |  |  |  |  |  |  |  |  |  |  |  |  |  |  |
|              |              |              |              |              |              |  |  |                |                |                |                |                |                |  |  |                |                |                |                |                |                |  |  |                |                |                |                |                |                |  |  |                |                |                |                |                |                |  |  |  |  |  |  |  |  |  |  |  |  |  |  |  |  |  |  |  |  |  |  |  |  |
| 123 大正天皇 |              |              |              |              |              |  |  |                |                |                |                |                |                |  |  |                |                |                |                |                |                |  |  |                |                |                |                |                |                |  |  |                |                |                |                |                |                |  |  |  |  |  |  |  |  |  |  |  |  |  |  |  |  |  |  |  |  |  |  |  |  |
|              |              |              |              |              |              |  |  |                |                |                |                |                |                |  |  |                |                |                |                |                |                |  |  |                |                |                |                |                |                |  |  |                |                |                |                |                |                |  |  |  |  |  |  |  |  |  |  |  |  |  |  |  |  |  |  |  |  |  |  |  |  |
|              |              |              |              |              |              |  |  |                |                |                |                |                |                |  |  |                |                |                |                |                |                |  |  |                |                |                |                |                |                |  |  |                |                |                |                |                |                |  |  |  |  |  |  |  |  |  |  |  |  |  |  |  |  |  |  |  |  |  |  |  |  |
| 124 昭和天皇 | 124 昭和天皇 | 124 昭和天皇 | 124 昭和天皇 | 124 昭和天皇 | 124 昭和天皇 |  |  | 秩父宮雍仁親王 | 秩父宮雍仁親王 | 秩父宮雍仁親王 | 秩父宮雍仁親王 | 秩父宮雍仁親王 | 秩父宮雍仁親王 |  |  | 高松宮宣仁親王 | 高松宮宣仁親王 | 高松宮宣仁親王 | 高松宮宣仁親王 | 高松宮宣仁親王 | 高松宮宣仁親王 |  |  | 三笠宮崇仁親王 | 三笠宮崇仁親王 | 三笠宮崇仁親王 | 三笠宮崇仁親王 | 三笠宮崇仁親王 | 三笠宮崇仁親王 |  |  |                |                |                |                |                |                |  |  |  |  |  |  |  |  |  |  |  |  |  |  |  |  |  |  |  |  |  |  |  |  |
| 124 昭和天皇 | 124 昭和天皇 | 124 昭和天皇 | 124 昭和天皇 | 124 昭和天皇 | 124 昭和天皇 |  |  | 秩父宮雍仁親王 | 秩父宮雍仁親王 | 秩父宮雍仁親王 | 秩父宮雍仁親王 | 秩父宮雍仁親王 | 秩父宮雍仁親王 |  |  | 高松宮宣仁親王 | 高松宮宣仁親王 | 高松宮宣仁親王 | 高松宮宣仁親王 | 高松宮宣仁親王 | 高松宮宣仁親王 |  |  | 三笠宮崇仁親王 | 三笠宮崇仁親王 | 三笠宮崇仁親王 | 三笠宮崇仁親王 | 三笠宮崇仁親王 | 三笠宮崇仁親王 |  |  |                |                |                |                |                |                |  |  |  |  |  |  |  |  |  |  |  |  |  |  |  |  |  |  |  |  |  |  |  |  |
|              |              |              |              |              |              |  |  |                |                |                |                |                |                |  |  |                |                |                |                |                |                |  |  |                |                |                |                |                |                |  |  |                |                |                |                |                |                |  |  |  |  |  |  |  |  |  |  |  |  |  |  |  |  |  |  |  |  |  |  |  |  |
| 125 上皇     | 125 上皇     | 125 上皇     | 125 上皇     | 125 上皇     | 125 上皇     |  |  | 常陸宮正仁親王 | 常陸宮正仁親王 | 常陸宮正仁親王 | 常陸宮正仁親王 | 常陸宮正仁親王 | 常陸宮正仁親王 |  |  | 寬仁親王       | 寬仁親王       | 寬仁親王       | 寬仁親王       | 寬仁親王       | 寬仁親王       |  |  | 桂宮宜仁親王   | 桂宮宜仁親王   | 桂宮宜仁親王   | 桂宮宜仁親王   | 桂宮宜仁親王   | 桂宮宜仁親王   |  |  | 高円宮憲仁親王 | 高円宮憲仁親王 | 高円宮憲仁親王 | 高円宮憲仁親王 | 高円宮憲仁親王 | 高円宮憲仁親王 |  |  |  |  |  |  |  |  |  |  |  |  |  |  |  |  |  |  |  |  |  |  |  |  |
| 125 上皇     | 125 上皇     | 125 上皇     | 125 上皇     | 125 上皇     | 125 上皇     |  |  | 常陸宮正仁親王 | 常陸宮正仁親王 | 常陸宮正仁親王 | 常陸宮正仁親王 | 常陸宮正仁親王 | 常陸宮正仁親王 |  |  | 寬仁親王       | 寬仁親王       | 寬仁親王       | 寬仁親王       | 寬仁親王       | 寬仁親王       |  |  | 桂宮宜仁親王   | 桂宮宜仁親王   | 桂宮宜仁親王   | 桂宮宜仁親王   | 桂宮宜仁親王   | 桂宮宜仁親王   |  |  | 高円宮憲仁親王 | 高円宮憲仁親王 | 高円宮憲仁親王 | 高円宮憲仁親王 | 高円宮憲仁親王 | 高円宮憲仁親王 |  |  |  |  |  |  |  |  |  |  |  |  |  |  |  |  |  |  |  |  |  |  |  |  |
|              |              |              |              |              |              |  |  |                |                |                |                |                |                |  |  |                |                |                |                |                |                |  |  |                |                |                |                |                |                |  |  |                |                |                |                |                |                |  |  |  |  |  |  |  |  |  |  |  |  |  |  |  |  |  |  |  |  |  |  |  |  |
| 126 今上天皇 | 126 今上天皇 | 126 今上天皇 | 126 今上天皇 | 126 今上天皇 | 126 今上天皇 |  |  | 秋篠宮文仁親王 | 秋篠宮文仁親王 | 秋篠宮文仁親王 | 秋篠宮文仁親王 | 秋篠宮文仁親王 | 秋篠宮文仁親王 |  |  |                |                |                |                |                |                |  |  |                |                |                |                |                |                |  |  |                |                |                |                |                |                |  |  |  |  |  |  |  |  |  |  |  |  |  |  |  |  |  |  |  |  |  |  |  |  |
| 126 今上天皇 | 126 今上天皇 | 126 今上天皇 | 126 今上天皇 | 126 今上天皇 | 126 今上天皇 |  |  | 秋篠宮文仁親王 | 秋篠宮文仁親王 | 秋篠宮文仁親王 | 秋篠宮文仁親王 | 秋篠宮文仁親王 | 秋篠宮文仁親王 |  |  |                |                |                |                |                |                |  |  |                |                |                |                |                |                |  |  |                |                |                |                |                |                |  |  |  |  |  |  |  |  |  |  |  |  |  |  |  |  |  |  |  |  |  |  |  |  |
|              |              |              |              |              |              |  |  | 悠仁親王       |                |                |                |                |                |  |  |                |                |                |                |                |                |  |  |                |                |                |                |                |                |  |  |                |                |                |                |                |                |  |  |  |  |  |  |  |  |  |  |  |  |  |  |  |  |  |  |  |  |  |  |  |  |

| \| \| \| \| \| \| \| \| \| \| \| \| \| \| \| \| \| \| \| \| 16. 121代天皇 孝明天皇 \| \| \| \| \| \| \| \| \| \| \| \| \| \| \| \| \| \| \| \| \| \| \| \| \| \| \| \| \| \| \| \| \| \| \| \| \| \| \| \| \| \| \| \| \| \| \| \| \| \| \| \| \| \| 8. 122代天皇 明治天皇 \| \| \| \| \| \| \| \| \| \| \| \| \| \| \| \| \| \| \| \| \| \| \| \| \| \| \| \| \| \| \| \| \| \| \| \| \| \| \| \| \| \| \| \| \| \| \| \| \| \| \| \| \| \| 17. 中山慶子 \| \| \| \| \| \| \| \| \| \| \| \| \| \| \| \| \| \| \| \| \| \| \| \| \| \| \| \| \| \| \| \| \| \| \| \| \| \| \| \| \| \| \| \| \| \| \| \| \| \| \| \| \| \| 4. 123代天皇 大正天皇 \| \| \| \| \| \| \| \| \| \| \| \| \| \| \| \| \| \| \| \| \| \| \| \| \| \| \| \| \| \| \| \| \| \| \| \| \| \| \| \| \| \| \| \| \| \| \| \| \| \| \| \| \| \| 18. 柳原光愛 \| \| \| \| \| \| \| \| \| \| \| \| \| \| \| \| \| \| \| \| \| \| \| \| \| \| \| \| \| \| \| \| \| \| \| \| \| \| \| \| \| \| \| \| \| \| \| \| \| \| \| \| \| \| 9. 柳原愛子 \| \| \| \| \| \| \| \| \| \| \| \| \| \| \| \| \| \| \| \| \| \| \| \| \| \| \| \| \| \| \| \| \| \| \| \| \| \| \| \| \| \| \| \| \| \| \| \| \| \| \| \| \| \| 19. 長谷川歌野 \| \| \| \| \| \| \| \| \| \| \| \| \| \| \| \| \| \| \| \| \| \| \| \| \| \| \| \| \| \| \| \| \| \| \| \| \| \| \| \| \| \| \| \| \| \| \| \| \| \| \| \| \| \| 2. 124代天皇 昭和天皇 \| \| \| \| \| \| \| \| \| \| \| \| \| \| \| \| \| \| \| \| \| \| \| \| \| \| \| \| \| \| \| \| \| \| \| \| \| \| \| \| \| \| \| \| \| \| \| \| \| \| \| \| \| \| 20. 九条尚忠 \| \| \| \| \| \| \| \| \| \| \| \| \| \| \| \| \| \| \| \| \| \| \| \| \| \| \| \| \| \| \| \| \| \| \| \| \| \| \| \| \| \| \| \| \| \| \| \| \| \| \| \| \| \| 10. 九条道孝 \| \| \| \| \| \| \| \| \| \| \| \| \| \| \| \| \| \| \| \| \| \| \| \| \| \| \| \| \| \| \| \| \| \| \| \| \| \| \| \| \| \| \| \| \| \| \| \| \| \| \| \| \| \| 21. 菅山 \| \| \| \| \| \| \| \| \| \| \| \| \| \| \| \| \| \| \| \| \| \| \| \| \| \| \| \| \| \| \| \| \| \| \| \| \| \| \| \| \| \| \| \| \| \| \| \| \| \| \| \| \| \| 5. 九条節子 \| \| \| \| \| \| \| \| \| \| \| \| \| \| \| \| \| \| \| \| \| \| \| \| \| \| \| \| \| \| \| \| \| \| \| \| \| \| \| \| \| \| \| \| \| \| \| \| \| \| \| \| \| \| 22. 野間頼興 \| \| \| \| \| \| \| \| \| \| \| \| \| \| \| \| \| \| \| \| \| \| \| \| \| \| \| \| \| \| \| \| \| \| \| \| \| \| \| \| \| \| \| \| \| \| \| \| \| \| \| \| \| \| 11. 野間幾子 \| \| \| \| \| \| \| \| \| \| \| \| \| \| \| \| \| \| \| \| \| \| \| \| \| \| \| \| \| \| \| \| \| \| \| \| \| \| \| \| \| \| \| \| \| \| \| \| \| \| \| \| \| \| 1. 125代天皇 明仁 \| \| \| \| \| \| \| \| \| \| \| \| \| \| \| \| \| \| \| \| \| \| \| \| \| \| \| \| \| \| \| \| \| \| \| \| \| \| \| \| \| \| \| \| \| \| \| \| \| \| \| \| \| \| 24. 伏見宮邦家親王 \| \| \| \| \| \| \| \| \| \| \| \| \| \| \| \| \| \| \| \| \| \| \| \| \| \| \| \| \| \| \| \| \| \| \| \| \| \| \| \| \| \| \| \| \| \| \| \| \| \| \| \| \| \| 12. 久邇宮朝彦親王 \| \| \| \| \| \| \| \| \| \| \| \| \| \| \| \| \| \| \| \| \| \| \| \| \| \| \| \| \| \| \| \| \| \| \| \| \| \| \| \| \| \| \| \| \| \| \| \| \| \| \| \| \| \| 25. 鳥居小路信子 \| \| \| \| \| \| \| \| \| \| \| \| \| \| \| \| \| \| \| \| \| \| \| \| \| \| \| \| \| \| \| \| \| \| \| \| \| \| \| \| \| \| \| \| \| \| \| \| \| \| \| \| \| \| 6. 久邇宮邦彦王 \| \| \| \| \| \| \| \| \| \| \| \| \| \| \| \| \| \| \| \| \| \| \| \| \| \| \| \| \| \| \| \| \| \| \| \| \| \| \| \| \| \| \| \| \| \| \| \| \| \| \| \| \| \| 26. 泉亭俊益 \| \| \| \| \| \| \| \| \| \| \| \| \| \| \| \| \| \| \| \| \| \| \| \| \| \| \| \| \| \| \| \| \| \| \| \| \| \| \| \| \| \| \| \| \| \| \| \| \| \| \| \| \| \| 13. 泉萬喜子 \| \| \| \| \| \| \| \| \| \| \| \| \| \| \| \| \| \| \| \| \| \| \| \| \| \| \| \| \| \| \| \| \| \| \| \| \| \| \| \| \| \| \| \| \| \| \| \| \| \| \| \| \| \| 3. 久邇宮良子女王 \| \| \| \| \| \| \| \| \| \| \| \| \| \| \| \| \| \| \| \| \| \| \| \| \| \| \| \| \| \| \| \| \| \| \| \| \| \| \| \| \| \| \| \| \| \| \| \| \| \| \| \| \| \| 28. 島津久光 \| \| \| \| \| \| \| \| \| \| \| \| \| \| \| \| \| \| \| \| \| \| \| \| \| \| \| \| \| \| \| \| \| \| \| \| \| \| \| \| \| \| \| \| \| \| \| \| \| \| \| \| \| \| 14. 島津忠義 \| \| \| \| \| \| \| \| \| \| \| \| \| \| \| \| \| \| \| \| \| \| \| \| \| \| \| \| \| \| \| \| \| \| \| \| \| \| \| \| \| \| \| \| \| \| \| \| \| \| \| \| \| \| 29. 島津千百子 \| \| \| \| \| \| \| \| \| \| \| \| \| \| \| \| \| \| \| \| \| \| \| \| \| \| \| \| \| \| \| \| \| \| \| \| \| \| \| \| \| \| \| \| \| \| \| \| \| \| \| \| \| \| 7. 島津俔子 \| \| \| \| \| \| \| \| \| \| \| \| \| \| \| \| \| \| \| \| \| \| \| \| \| \| \| \| \| \| \| \| \| \| \| \| \| \| \| \| \| \| \| \| \| \| \| \| \| \| \| \| \| \| 30. 山崎拾 \| \| \| \| \| \| \| \| \| \| \| \| \| \| \| \| \| \| \| \| \| \| \| \| \| \| \| \| \| \| \| \| \| \| \| \| \| \| \| \| \| \| \| \| \| \| \| \| \| \| \| \| \| \| 15. 山崎寿満子 \| \| \| \| \| \| \| \| \| \| \| \| \| \| \| \| \| \| \| \| \| \| \| \| \| \| \| \| \| \| \| \| \| \| \| \| \| \| \| \| \| \| \| \| \| \| \| \| \| \| \| \| |                        |  |  |  |  |  |  |  |  |  |  |  |  |  |  |  |
| |                        |  |  |  |  |  |  |  |  |  |  |  |  |  |  |  |
| | 16. 121代天皇 孝明天皇 |  |  |  |  |  |  |  |  |  |  |  |  |  |  |  |
| |                        |  |  |  |  |  |  |  |  |  |  |  |  |  |  |  |
| |                        |  |  |  |  |  |  |  |  |  |  |  |  |  |  |  |
| | 8. 122代天皇 明治天皇  |  |  |  |  |  |  |  |  |  |  |  |  |  |  |  |
| |                        |  |  |  |  |  |  |  |  |  |  |  |  |  |  |  |
| |                        |  |  |  |  |  |  |  |  |  |  |  |  |  |  |  |
| | 17. 中山慶子           |  |  |  |  |  |  |  |  |  |  |  |  |  |  |  |
| |                        |  |  |  |  |  |  |  |  |  |  |  |  |  |  |  |
| |                        |  |  |  |  |  |  |  |  |  |  |  |  |  |  |  |
| | 4. 123代天皇 大正天皇  |  |  |  |  |  |  |  |  |  |  |  |  |  |  |  |
| |                        |  |  |  |  |  |  |  |  |  |  |  |  |  |  |  |
| |                        |  |  |  |  |  |  |  |  |  |  |  |  |  |  |  |
| | 18. 柳原光愛           |  |  |  |  |  |  |  |  |  |  |  |  |  |  |  |
| |                        |  |  |  |  |  |  |  |  |  |  |  |  |  |  |  |
| |                        |  |  |  |  |  |  |  |  |  |  |  |  |  |  |  |
| | 9. 柳原愛子            |  |  |  |  |  |  |  |  |  |  |  |  |  |  |  |
| |                        |  |  |  |  |  |  |  |  |  |  |  |  |  |  |  |
| |                        |  |  |  |  |  |  |  |  |  |  |  |  |  |  |  |
| | 19. 長谷川歌野         |  |  |  |  |  |  |  |  |  |  |  |  |  |  |  |
| |                        |  |  |  |  |  |  |  |  |  |  |  |  |  |  |  |
| |                        |  |  |  |  |  |  |  |  |  |  |  |  |  |  |  |
| | 2. 124代天皇 昭和天皇  |  |  |  |  |  |  |  |  |  |  |  |  |  |  |  |
| |                        |  |  |  |  |  |  |  |  |  |  |  |  |  |  |  |
| |                        |  |  |  |  |  |  |  |  |  |  |  |  |  |  |  |
| | 20. 九条尚忠           |  |  |  |  |  |  |  |  |  |  |  |  |  |  |  |
| |                        |  |  |  |  |  |  |  |  |  |  |  |  |  |  |  |
| |                        |  |  |  |  |  |  |  |  |  |  |  |  |  |  |  |
| | 10. 九条道孝           |  |  |  |  |  |  |  |  |  |  |  |  |  |  |  |
| |                        |  |  |  |  |  |  |  |  |  |  |  |  |  |  |  |
| |                        |  |  |  |  |  |  |  |  |  |  |  |  |  |  |  |
| | 21. 菅山               |  |  |  |  |  |  |  |  |  |  |  |  |  |  |  |
| |                        |  |  |  |  |  |  |  |  |  |  |  |  |  |  |  |
| |                        |  |  |  |  |  |  |  |  |  |  |  |  |  |  |  |
| | 5. 九条節子            |  |  |  |  |  |  |  |  |  |  |  |  |  |  |  |
| |                        |  |  |  |  |  |  |  |  |  |  |  |  |  |  |  |
| |                        |  |  |  |  |  |  |  |  |  |  |  |  |  |  |  |
| | 22. 野間頼興           |  |  |  |  |  |  |  |  |  |  |  |  |  |  |  |
| |                        |  |  |  |  |  |  |  |  |  |  |  |  |  |  |  |
| |                        |  |  |  |  |  |  |  |  |  |  |  |  |  |  |  |
| | 11. 野間幾子           |  |  |  |  |  |  |  |  |  |  |  |  |  |  |  |
| |                        |  |  |  |  |  |  |  |  |  |  |  |  |  |  |  |
| |                        |  |  |  |  |  |  |  |  |  |  |  |  |  |  |  |
| | 1. 125代天皇 明仁      |  |  |  |  |  |  |  |  |  |  |  |  |  |  |  |
| |                        |  |  |  |  |  |  |  |  |  |  |  |  |  |  |  |
| |                        |  |  |  |  |  |  |  |  |  |  |  |  |  |  |  |
| | 24. 伏見宮邦家親王     |  |  |  |  |  |  |  |  |  |  |  |  |  |  |  |
| |                        |  |  |  |  |  |  |  |  |  |  |  |  |  |  |  |
| |                        |  |  |  |  |  |  |  |  |  |  |  |  |  |  |  |
| | 12. 久邇宮朝彦親王     |  |  |  |  |  |  |  |  |  |  |  |  |  |  |  |
| |                        |  |  |  |  |  |  |  |  |  |  |  |  |  |  |  |
| |                        |  |  |  |  |  |  |  |  |  |  |  |  |  |  |  |
| | 25. 鳥居小路信子       |  |  |  |  |  |  |  |  |  |  |  |  |  |  |  |
| |                        |  |  |  |  |  |  |  |  |  |  |  |  |  |  |  |
| |                        |  |  |  |  |  |  |  |  |  |  |  |  |  |  |  |
| | 6. 久邇宮邦彦王        |  |  |  |  |  |  |  |  |  |  |  |  |  |  |  |
| |                        |  |  |  |  |  |  |  |  |  |  |  |  |  |  |  |
| |                        |  |  |  |  |  |  |  |  |  |  |  |  |  |  |  |
| | 26. 泉亭俊益           |  |  |  |  |  |  |  |  |  |  |  |  |  |  |  |
| |                        |  |  |  |  |  |  |  |  |  |  |  |  |  |  |  |
| |                        |  |  |  |  |  |  |  |  |  |  |  |  |  |  |  |
| | 13. 泉萬喜子           |  |  |  |  |  |  |  |  |  |  |  |  |  |  |  |
| |                        |  |  |  |  |  |  |  |  |  |  |  |  |  |  |  |
| |                        |  |  |  |  |  |  |  |  |  |  |  |  |  |  |  |
| | 3. 久邇宮良子女王      |  |  |  |  |  |  |  |  |  |  |  |  |  |  |  |
| |                        |  |  |  |  |  |  |  |  |  |  |  |  |  |  |  |
| |                        |  |  |  |  |  |  |  |  |  |  |  |  |  |  |  |
| | 28. 島津久光           |  |  |  |  |  |  |  |  |  |  |  |  |  |  |  |
| |                        |  |  |  |  |  |  |  |  |  |  |  |  |  |  |  |
| |                        |  |  |  |  |  |  |  |  |  |  |  |  |  |  |  |
| | 14. 島津忠義           |  |  |  |  |  |  |  |  |  |  |  |  |  |  |  |
| |                        |  |  |  |  |  |  |  |  |  |  |  |  |  |  |  |
| |                        |  |  |  |  |  |  |  |  |  |  |  |  |  |  |  |
| | 29. 島津千百子         |  |  |  |  |  |  |  |  |  |  |  |  |  |  |  |
| |                        |  |  |  |  |  |  |  |  |  |  |  |  |  |  |  |
| |                        |  |  |  |  |  |  |  |  |  |  |  |  |  |  |  |
| | 7. 島津俔子            |  |  |  |  |  |  |  |  |  |  |  |  |  |  |  |
| |                        |  |  |  |  |  |  |  |  |  |  |  |  |  |  |  |
| |                        |  |  |  |  |  |  |  |  |  |  |  |  |  |  |  |
| | 30. 山崎拾             |  |  |  |  |  |  |  |  |  |  |  |  |  |  |  |
| |                        |  |  |  |  |  |  |  |  |  |  |  |  |  |  |  |
| |                        |  |  |  |  |  |  |  |  |  |  |  |  |  |  |  |
| | 15. 山崎寿満子         |  |  |  |  |  |  |  |  |  |  |  |  |  |  |  |
| |                        |  |  |  |  |  |  |  |  |  |  |  |  |  |  |  |
| |                        |  |  |  |  |  |  |  |  |  |  |  |  |  |  |  |

- 高祖父：孝明天皇（第121代天皇）
- 高祖母：中山慶子（典侍、明治天皇生母）
- 曽祖父：明治天皇（第122代天皇）
- 曽祖母：柳原愛子（正二位・典侍、大正天皇生母）
- 祖父：大正天皇（第123代天皇）
- 祖母：貞明皇后（華族・九条道孝公爵第四女子）
- 父：昭和天皇（第124代天皇）
- 母：香淳皇后（久邇宮邦彦王第一王女）
- 伯父：久邇宮朝融王（第3代久邇宮家当主）
- 伯父：久邇邦久（侯爵）
- 叔母：三条西信子（三条西公正伯爵夫人）
- 叔母：大谷智子（大谷光暢伯爵夫人）
- 叔父：東伏見慈洽（伯爵、天台宗青蓮院門跡門主）

## 后妃
| 身位   | 画像 | 名     | 生年月日                           | 結婚の儀                              | 出身   | 子女 |
| ------ | ---- | ------ | ---------------------------------- | ------------------------------------- | ------ | ---- |
| 上皇后 |      | 美智子 | 1934年（昭和9年） 10月20日（90歳） | 1959年（昭和34年） 4月10日/ 66年132日 | 正田家 | 詳細 |

## 皇子孫

### 皇子女
妻の上皇后美智子との間に、2男1女の3子がいる。
| 画像 | 諱   | 誕生時の身位 | 生年月日                            | 御称号 | 続柄               | 現在 |
| ---- | ---- | ------------ | ----------------------------------- | ------ | ------------------ | --- |
|      | 徳仁 | 親王         | 昭和35年（1960年） 2月23日（65歳）  | 浩宮   | 第1皇男子（第1子） | 第126代天皇 小和田雅子と結婚。后妃：皇后雅子 子女：1女（1人）。                                                                                 |
|      | 文仁 | 親王         | 昭和40年（1965年） 11月30日（59歳） | 礼宮   | 第2皇男子（第2子） | 秋篠宮文仁親王 秋篠宮家（あきしののみや）当主かつ皇嗣（皇位継承順位第1位） 川嶋紀子と結婚。后妃：（皇嗣妃）文仁親王妃紀子 子女：1男2女（3人）。 |
|      | 清子 | 内親王       | 昭和44年（1969年） 4月18日（56歳）  | 紀宮   | 第1皇女子（第3子） | 黒田慶樹と結婚し皇籍離脱 以後、黒田清子（姓読み：くろだ）。 子女：無し。                                                                        |

### 皇孫
1男3女の孫がいる。
| 画像 | 諱   | 誕生時の身位 | 生年月日                           | 御称号 | 続柄                               | 現在                                                               |
| ---- | ---- | ------------ | ---------------------------------- | ------ | ---------------------------------- | ------------------------------------------------------------------ |
|      | 愛子 | 内親王       | 平成13年（2001年） 12月1日（23歳） | 敬宮   | 今上天皇第1皇女子（第1子）         |                                                                    |
|      | 眞子 | 内親王       | 平成3年（1991年） 10月23日（33歳） |        | 皇嗣秋篠宮文仁親王第1女子（第1子） | 小室圭と結婚し皇籍離脱以後、小室眞子（姓読み：こむろ）。 子女：1人 |
|      | 佳子 | 内親王       | 平成6年（1994年） 12月29日（30歳） |        | 皇嗣秋篠宮文仁親王第2女子（第2子） |                                                                    |
|      | 悠仁 | 親王         | 平成18年（2006年） 9月6日（18歳）  |        | 皇嗣秋篠宮文仁親王第1男子（第3子） | 皇位継承順位第2位                                                  |

※順序は兄弟姉妹間長子を優先。

## 世界各国訪問歴
| 年   | 出国月日 | 帰国月日 | 訪問地 | 同行者   | 備考                           |
| ---- | -------- | -------- | --- | -------- | ------------------------------ |
| 1953 | 03月30日 | 10月12日 | イギリス アメリカ合衆国（立寄り） カナダ（立寄り） フランス（立寄り） スペイン（立寄り） モナコ（立寄り） スイス（立寄り） （立寄りした国は合計13国カ国） |          | 英女王戴冠式参列、天皇名代     |
| 1960 | 09月22日 | 10月07日 | アメリカ合衆国 | 皇太子妃 | 日米修好100年記念              |
| 1960 | 11月12日 | 12月09日 | イラン エチオピア帝国 インド ネパール王国 タイ（立寄り）                                                                                                  | 皇太子妃 | 国際親善（名代）               |
| 1962 | 01月22日 | 02月10日 | パキスタン インドネシア | 皇太子妃 | 国際親善（名代）               |
| 1962 | 11月05日 | 11月10日 | フィリピン | 皇太子妃 | 国際親善（名代）               |
| 1964 | 05月10日 | 05月17日 | メキシコ アメリカ合衆国（立寄り） | 皇太子妃 | 国際親善（名代）               |
| 1964 | 12月14日 | 12月21日 | タイ | 皇太子妃 | 国際親善（名代）               |
| 1967 | 05月09日 | 05月31日 | ペルー アルゼンチン ブラジル | 皇太子妃 | 国際親善（名代）               |
| 1970 | 02月19日 | 02月28日 | マレーシア（天皇名代） シンガポール | 皇太子妃 | 国際親善                       |
| 1971 | 06月03日 | 06月12日 | アフガニスタン王国 イラン（立寄り） タイ（立寄り） | 皇太子妃 | 国際親善（名代）               |
| 1973 | 05月06日 | 05月23日 | オーストラリア ニュージーランド | 皇太子妃 | 国際親善                       |
| 1973 | 10月11日 | 10月22日 | スペイン アメリカ合衆国（立寄り） ベルギー（立寄り） | 皇太子妃 | 国際親善                       |
| 1975 | 02月20日 | 02月28日 | ネパール王国 バングラデシュ（立寄り） インド（立寄り） | 皇太子妃 | ネパール国王戴冠式参列         |
| 1976 | 06月08日 | 06月25日 | ヨルダン ユーゴスラビア（名代） イギリス タイ（立寄り）                                                                                                   | 皇太子妃 | 国際親善                       |
| 1978 | 06月12日 | 06月27日 | ブラジル パラグアイ アメリカ合衆国（立寄り） | 皇太子妃 | ブラジル移住70周年記念式典参列 |
| 1979 | 10月05日 | 10月14日 | ルーマニア社会主義共和国 ブルガリア（名代） オランダ（立寄り） ベルギー（立寄り）                                                                         | 皇太子妃 | 国際親善                       |
| 1981 | 02月27日 | 03月07日 | サウジアラビア スリランカ タイ（立寄り） シンガポール（立寄り）                                                                                           | 皇太子妃 | 国際親善                       |
| 1981 | 07月26日 | 08月02日 | イギリス ベルギー（立寄り） | 皇太子妃 | 英皇太子結婚参列 差遣          |
| 1983 | 03月10日 | 03月25日 | ザンビア · タンザニア · ケニア（名代） · ルクセンブルク（立寄り） · ベルギー（立寄り） · タイ（立寄り）                                                   | 皇太子妃 | 国際親善                       |
| 1984 | 02月25日 | 03月08日 | ザイール セネガル（名代） ベルギー（立寄り） イギリス（立寄り）                                                                                           | 皇太子妃 | 国際親善                       |
| 1985 | 02月23日 | 03月09日 | スペイン アイルランド（名代） ポーランド（立寄り） イギリス（立寄り）                                                                                     | 皇太子妃 | 国際親善                       |
| 1985 | 06月01日 | 06月15日 | スウェーデン · デンマーク · ノルウェー（名代） · フィンランド                                                                                             | 皇太子妃 | 国際親善                       |
| 1987 | 10月03日 | 10月10日 | アメリカ合衆国 | 皇太子妃 | 国際親善                       |

| 年               | 出国     | 帰国     | 訪問地                                                                  | 同行 | 備考                                                                                             |
| ---------------- | -------- | -------- | ----------------------------------------------------------------------- | ---- | ------------------------------------------------------------------------------------------------ |
| 1991年 (平成3)   | 09月26日 | 10月06日 | タイ マレーシア インドネシア                                            | 皇后 | 国際親善 各国からの招待                                                                          |
| 1992年 (平成4)   | 10月23日 | 10月28日 | 中国                                                                    | 皇后 | 国際親善 中国からの招待                                                                          |
| 1993年 (平成5)   | 08月06日 | 08月09日 | ベルギー                                                                | 皇后 | 国王ボードゥアン1世の国葬参列                                                                    |
| 1993年 (平成5)   | 09月03日 | 09月19日 | イタリア ベルギー ドイツ バチカン（立寄り）                             | 皇后 | 国際親善 各国からの招待                                                                          |
| 1994年 (平成6)   | 06月10日 | 06月26日 | アメリカ合衆国                                                          | 皇后 | 国際親善 アメリカからの招待                                                                      |
| 1994年 (平成6)   | 10月02日 | 10月14日 | フランス スペイン ドイツ（立寄り）                                      | 皇后 | 国際親善 両国からの招待                                                                          |
| 1997年 (平成9)   | 05月30日 | 06月13日 | ブラジル アルゼンチン ルクセンブルク（立寄り） アメリカ合衆国（立寄り） | 皇后 | 国際親善 両国からの招待                                                                          |
| 1998年 (平成10)  | 05月23日 | 06月05日 | イギリス · デンマーク · ポーランド（立寄り）                            | 皇后 | 国際親善 両国からの招待                                                                          |
| 2000年 (平成12)  | 05月20日 | 06月01日 | オランダ · スウェーデン · スイス（立寄り） · フィンランド（立寄り）     | 皇后 | 国際親善 両国からの招待                                                                          |
| 2002年 (平成14)  | 07月06日 | 07月20日 | ポーランド · ハンガリー · チェコ（立寄り） · オーストリア（立寄り）     | 皇后 | 国際親善 両国からの招待                                                                          |
| 2005年 (平成17)  | 05月07日 | 05月14日 | ノルウェー · アイルランド（立寄り）                                     | 皇后 | 国際親善 ノルウェーからの招待                                                                    |
| 2005年 (平成17)  | 06月27日 | 06月28日 | サイパン島                                                              | 皇后 | 平和祈念 戦没者慰霊                                                                              |
| 2006年 (平成18)  | 06月08日 | 06月15日 | シンガポール タイ マレーシア（立寄り）                                  | 皇后 | 国際親善 シンガポールからの招待 タイ国王即位60年記念式典臨席                                     |
| 2007年 (平成19)  | 05月21日 | 05月30日 | スウェーデン · エストニア · ラトビア · リトアニア · イギリス            | 皇后 | 国際親善 各国からの招待                                                                          |
| 2009年 (平成21)  | 07月03日 | 07月17日 | カナダ ハワイ                                                           | 皇后 | 国際親善 カナダからの招待 ハワイ州皇太子明仁親王奨学金財団50周年記念行事                         |
| 2012年 (平成24） | 05月16日 | 05月20日 | イギリス                                                                | 皇后 | 女王エリザベス2世即位60周年の記念午餐会招待                                                      |
| 2013年 (平成25)  | 11月30日 | 12月06日 | インド                                                                  | 皇后 | 国際親善 インド政府からの招待                                                                    |
| 2015年 (平成27)  | 04月08日 | 04月09日 | パラオ                                                                  | 皇后 | 戦没者慰霊 平和祈念 パラオ国の招請                                                               |
| 2016年 (平成28)  | 01月27日 | 01月30日 | フィリピン                                                              | 皇后 | 国際親善 フィリピン政府からの招請 戦没者慰霊 平和祈念                                            |
| 2017年 (平成29)  | 02月28日 | 03月06日 | ベトナム · タイ（立寄り）                                               | 皇后 | 国際親善 ベトナム政府からの招請 戦没者慰霊 平和祈念 タイ国前国王プミポン・アドゥンヤデートの弔問 |

## 著書
- 宮内庁東宮職 編『ともしび : 皇太子同妃両殿下御歌集』婦人画報社、1986年12月。ISBN 9784573143012。
- 『道 平成元年〜平成10年 天皇陛下御即位十年記念記録集』宮内庁編、日本放送出版協会、1999年10月 / 新装版2009年9月、ISBN 4140813903
- 『道 平成11年〜平成20年 天皇陛下御即位二十年記念記録集』宮内庁編、日本放送出版協会、2009年9月、ISBN 414081389X
- 『道 平成21年〜平成31年 天皇陛下御即位三十年記念記録集』宮内庁編、NHK出版、2019年3月、ISBN 4140817755
- 『天皇陛下 科学を語る』宮内庁侍従職監修、朝日新聞出版、2009年10月 ISBN 4023304522
- 『日本産魚類大図鑑=The fishes of the Japanese archipelago』 東海大学出版会、1984年12月
  - ISBN 4-486-05053-3（図版）
  - ISBN 4-486-05053-3（解説）
  - ISBN 4-486-05054-1 (Text)
  - 論文『ハゼ科魚類の進化』を所収（他に第2版で、ハゼ亜目魚類の項目を共同執筆）、益田一ほか編。
- 『日本の淡水魚』 山と溪谷社、1989年11月、ISBN 4-635-09021-3
  - （チチブ類の項目を執筆）、川那部浩哉、水野信彦編・監修
- 『日本産魚類検索 全種の同定』 東海大学出版会、1993年10月 / 第2版2000年12月 / 第3版2013年3月、ISBN 4486018044
  - （ハゼ亜目魚類の項目を共同執筆）、中坊徹次編
- 『小学館の図鑑Z 日本魚類館: ~精緻な写真と詳しい解説~』小学館、2018年3月、ISBN 978-4092083110
  - チチブ属の項目を執筆、中坊徹次編/監修